# ロングアイランド
ロングアイランド（英語：Long Island）は、アメリカ合衆国東海岸北部、ニューヨーク州南東部に位置する、大西洋に浮かぶ島である。アメリカ合衆国の領土でありニューヨーク州に属する。合衆国本土で最長最大の島であり、最西端のニューヨーク港から東西に約190km、最大幅約37kmの大きさを持ち、面積は3,629 km2になる。全米で11番目、世界で148番目に大きな島で、ロードアイランド州や、どのアメリカの海外領地よりも大きい（プエルトリコを除く）。島の人口は約806万人（2023年推計）である。
同島はニューヨーク市の一部であるクイーンズ郡、キングス郡（ブルックリン区）と独立行政を行うナッソー郡、サフォーク郡の4つの自治体から成っており、後者2郡は広大な郊外型住宅地帯である。ブルックリンとクイーンズからはニューヨーク市を構成する他の3つの区（マンハッタン、スタテンアイランド、ブロンクス）に複数の橋とトンネルでアクセス可能になっている他、ニューヨーク都市圏の主要空港であるJFK空港、ラガーディア空港がある。サフォークからはロングアイランド湾を通ってコネチカット州とを結ぶフェリーが就航している。

## 概要

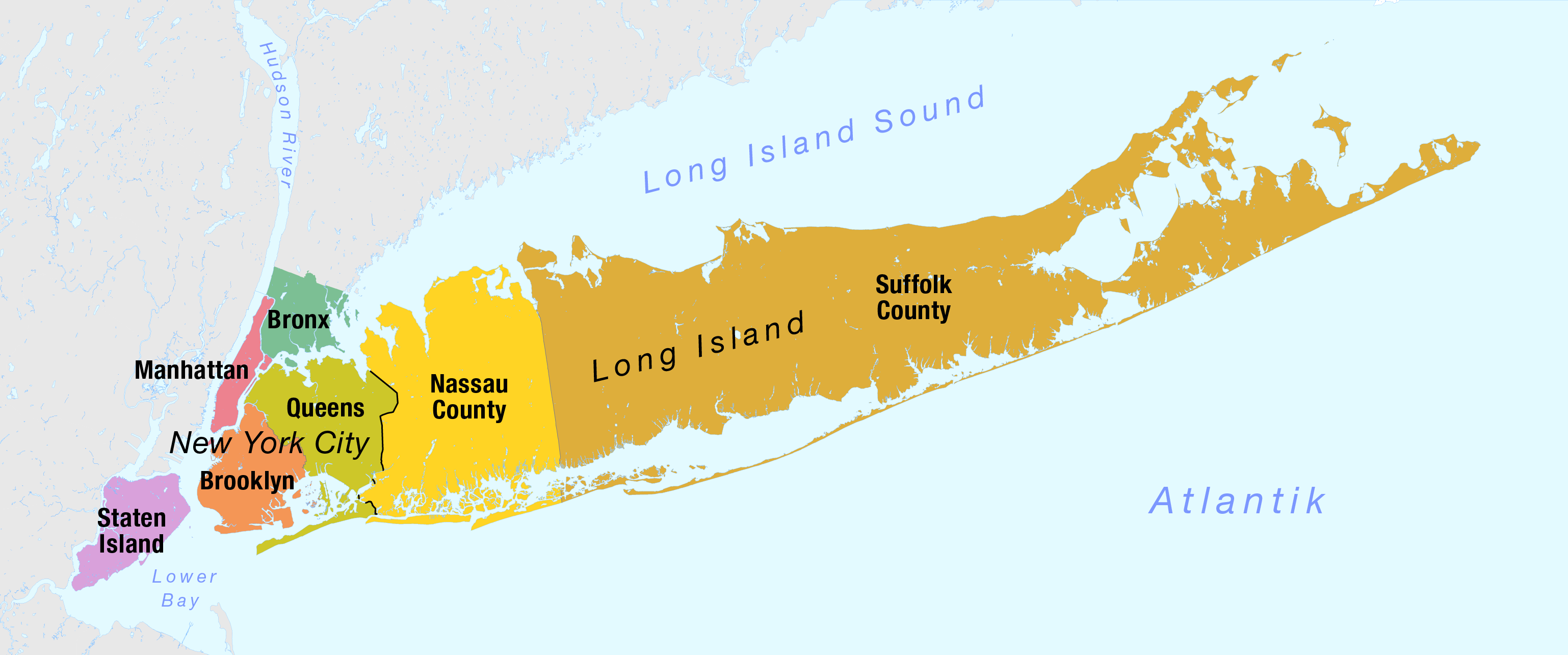
ロングアイランドの行政区分。左からキングス郡（茶）、クイーンズ郡（緑）、ナッソー郡（黄）、サフォーク郡（橙）。左端の赤はマンハッタン島、青はブロンクス。

島の最西端に位置するクイーンズ郡とキングス郡（ブルックリン）はニューヨーク市を構成する区であり、中部と東部は郊外型住宅地と小都市が点在するナッソー郡とサフォーク郡がある。地理的にはクイーンズ、キングスも島の一部であるが行政区分の影響から口語的にはこの2郡を通常ロングアイランドとは呼ばない。「ロングアイランダー」といえばナッソーかサフォークのどちらかの出身者を指す。クイーンズ、ブルックリンは「ニューヨーカー」と呼ばれ「ザ・シティ（The City）」出身に属す。ただ、「ロングアイランド」という表現には狭義の用法もあり、人によってはナッソー郡のみを示すために慣用している例も少なくないため、注意を要する。
ロングアイランドはその地域の富裕層の多さや、生活水準が高いことで有名である。2000年の国勢調査によれば一人当たりのGDPでナッソーはニューヨーク州で3番目、全米3140郡で30番目に最も裕福な郡であり、全米で2番目に重い財産税が課せられている。ニューヨーク市に近いナッソーはサフォークに比べ開発が進んでおり、同市に通勤する裕福層が居住する巨大ベッドタウンになっている。特にロングアイランド湾を臨める北海岸のゴールドコーストや大西洋を望む南海岸のファイヴ・タウンズには多くの高級住宅が立ち並ぶ。南海岸は湿地帯やアウターバリアに守られた地形から住宅地として発展を遂げた。アメリカ独立戦争の頃より多くの資産家が移り住み始め、オールドマネーと呼ばれるその資産は今も同島に住まう子孫達に受け継がれている。狂騒の20年代の頃、アメリカやヨーロッパの貴族達は北海岸と南海岸（ファイヴ・タウンズ周辺）に大規模な不動産開発を行い現在もその地は住宅地として利用されている他、公園や大学、博物館などにも寄付されている。
第二次世界大戦後の郊外移住のトレンドと経済発展の波に乗りナッソーは1950年から70年代まで全米で最も成長著しい郡となった。サフォークは1990年代の情報技術などの発展と共に徐々に人口は増加したが、ナッソーに比べると未発展の地域も多い。夏はニューヨーク都市圏の人々のリゾート地として賑わうサフォーク（サウスフォーク地域）であるがグリーンポイントやハンプトンズなど最東端には郊外というよりはむしろ田舎と呼べる小さな町も残っている。ハンプトンズはアメリカでも最も高級な別荘地のひとつであり、ニューヨークの富裕層の多くがこの地域に別荘を持つ。また島全体が低地で、気候も温暖であり、近郊農業地帯として発達しておりニューヨーク市に向けた野菜の栽培が盛んである。ノースフォーク地域は以前はジャガイモ生産が活発であったが現在はワイン生産の地として有名になった。サウスフォーク地域には海水浴だけでなくモントーク灯台などの観光地もある。漁業もさかんで、かつては捕鯨の拠点でもあった。

## 人口
2000年国勢調査によると4郡を合わせた島の全人口は7,448,618人で、そのうち2,465,326人がキングス郡（ブルックリン）に2,229,379人がクイーンズ郡に住んでいる。2郡の合計は4,694,705人で人口比63％になる。サフォークの人口は1,419,369人、ナッソーは1,334,544人で合計は2,753,913人。このことからクイーンズには29.9％が、ブルックリンには33.1％が、ナッソーには17.9％が、サフォークには19.1％という人の散らばりがあることがわかる。以前までは都市に近いナッソーの人口の方がサフォークを上回っていたが郊外地区の東側への発展と共に1990年の国勢調査で後者が上回った。ただサフォークはナッソーの倍近い面積があるためナッソーの人口密度は依然として前者より高い。
島の全人口は全50州に照らし合わせると38番目になり、もし独立国家であれば人口はスイスとイスラエルの中間96位にランクインすることになる。
人種構成としてはクイーンズ、ブルックリンには非白人系の人種が多数派で、ナッソーとサフォークは白人系が多数派である。宗教はカトリックが最多。ロングアイランドは多くのイタリア系アメリカ人が居住する地域であり、その数は約70万人に上るとされている。また同島は「全米で最も人種差別が多い郊外地域」とされており、これは個人個人の差別意識ではなくレジデンシャル・セグレゲーションと呼ばれる人種による住み分けが原因とされている。例えばナッソーのガーデンシティ地区には豪邸が立ち並び平均世帯収入が12万ドル（約1200万円）を超える多くの上流階級が住んでおり人口の92％が白人である。一方、労働者階級が多く住むナッソーのヘンプステッド地区の平均世帯収入は4万6千ドル（約460万円）で51％が黒人、32％がヒスパニックである（市長も黒人）。ちなみに駐在等の日本人が比較的多いのは中流階級の多いポートワシントン地区である（クイーンズ、ブルックリンを除く）。同地区の白人比は85.97％で平均世帯収入は8万5千ドル（約850万円）である。
|            |             | 人種  | 人種  | 人種   | 人種   | 人種 | 人種          |  | 宗教       | 宗教   | 宗教     | 宗教            | 宗教       |
| 郡         | 人口        | 白人  | 黒人  | アジア | その他 | 混血 | ヒスパ ニック |  | カトリック | 無宗教 | ユダヤ教 | プロテス タント | データ無し |
| キングス   | 2,465,326人 | 41.2% | 36.4% | 7.5%   | 10.6%  | 4.3% | 19.8%         |  | 37%        | 4%     | 15%      | 8%              | 33%        |
| クイーンズ | 2,229,379人 | 44.1% | 20.0% | 17.6%  | 12.3%  | 6.1% | 25.0%         |  | 29%        | 37%    | 11%      | 5%              | 15%        |
| ナッソー   | 1,334,544人 | 79.3% | 10.1% | 4.7%   | 3.8%   | 2.1% | 10.0%         |  | 52%        | 9%     | 16%      | 7%              | 15%        |
| サフォーク | 1,419,369人 | 84.6% | 6.9%  | 2.4%   | 4.0%   | 2.1% | 10.5%         |  | 52%        | 21%    | 7%       | 8%              | 11%        |
| 合計       | 7,448,618人 | 57.2% | 21.2% | 9.0%   | 8.6%   | 4.0% | 17.8%         |  | 40%        | 18%    | 12%      | 7%              | 20%        |

## 地理

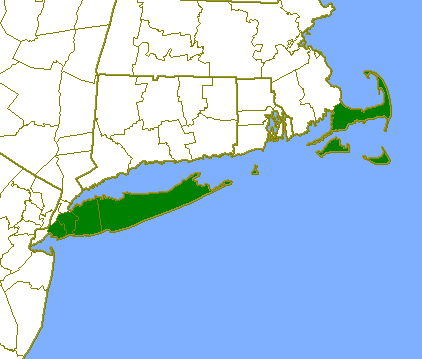
アウターランド

同島の面積は面積は3,629 km2で奈良県とほぼ同じ大きさ。東西約190kmの長さは東京と郡山の直線距離に相当する。
ロングアイランド島は地理的にはアウターランドに分類され巨大な氷河のモレーンと砂地によって形成された。このモレーンは約21000年前の最終氷期、ウィスコンシン氷河の影響を受け砂礫層と柔らかな地盤から成っている。現在の北海岸に位置する北部モレーンはハーバーヒル・モレーンとして知られ、南海岸のそれはロンコンクーマ・モレーンとして知られる。ロンコンクーマは現在ロングアイランド高速道路が通る島中央部まで広がっており同島の地盤を形成した。また南部に存在した巨大な氷河は海岸線を削り取り、ヘンプステッド・プレーンとして知られる同地はアパラチア山脈東側で稀に見られるプレーリーのひとつである。氷河が解け、その淵が北部に後退するにつれ北海岸と南海岸の海岸には差異が生まれた。北海岸は残留した氷河の影響から岩場が多く、南海岸は細かな砂地となった。島中央を貫く低標高の尾根は氷河が残していったモレーンである。メルヴィル地区の近くにある海抜122mのジェインズヒルはこのモレーンの最高地点で、他には海抜101mのボールドヒルなどがある。またこの氷河はロンコンクーマ湖や数多くのケトル（ごく小さな湖）を作り出した。

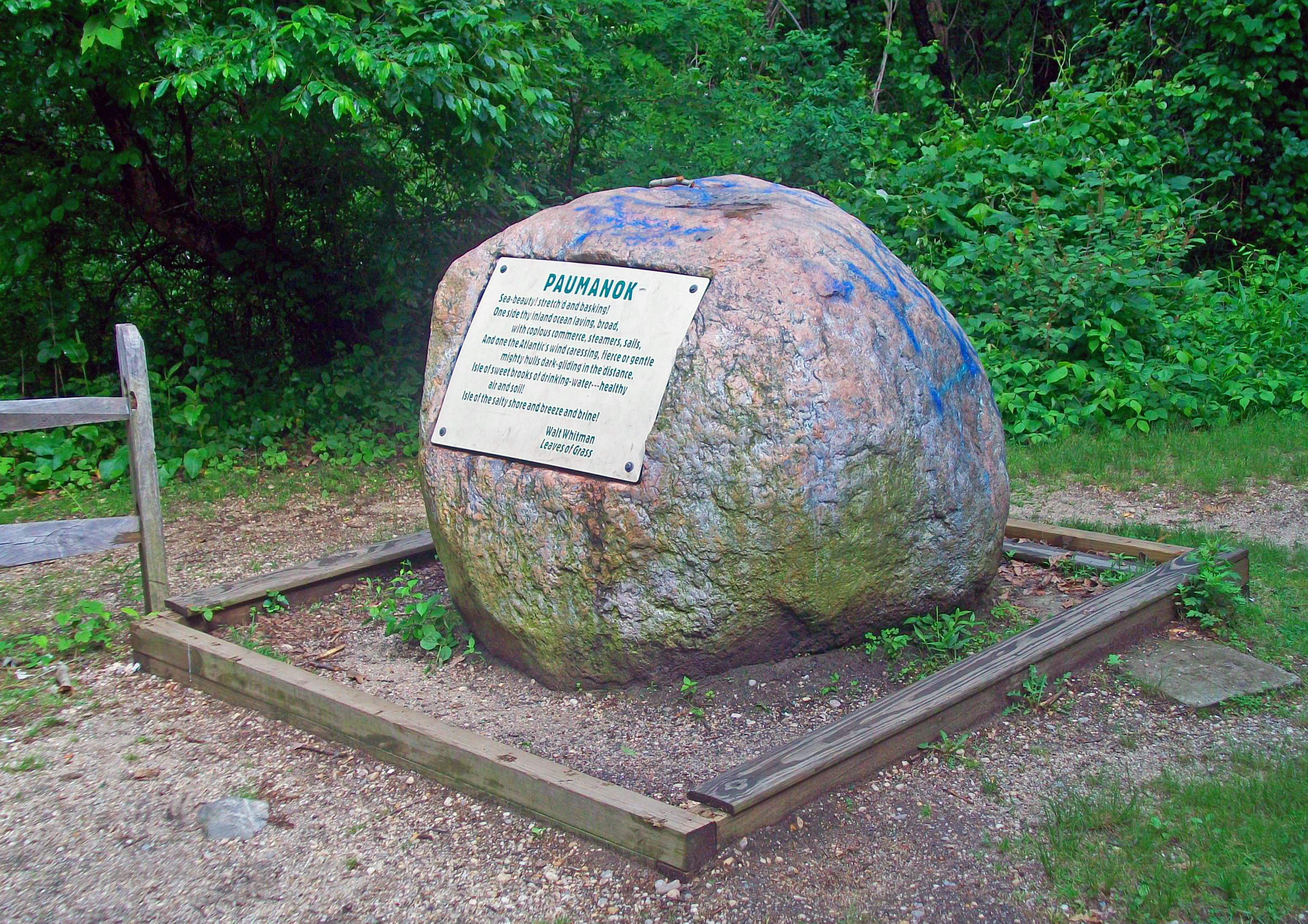
ロングアイランド島の最高点ジェインズヒル。海抜122m。

島には多くの帯水層があり島に必要な水を十分に供給できる量がある。その為島で使用される水はほぼ全てがこの帯水層から汲み上げた地下水で、主に使用されているのは一番浅い層であり、3つの主要な層と1つの小さな層からなっている。最深部からロイド、マゴシー、アッパーグレイシャルという名が付けられている。水の供給源は降雨によるものが大半であり25年から1000年をかけ地面に染み込んでろ過されていく。その水量は700億ガロン（260 km3）と推定されており、これはロングアイランド島全体を水深90mの水槽にすることができるほどの量である。そのため長い干ばつにも十分耐えうる。一日に約400万ガロンの水がナッソーとサフォークのあたりから汲み上げられ供給されており、そこに住まう人々の生活水としても利用されている。現在ではほぼ全ての家が水道管設備を備えているが中には家庭用の井戸を使用している場合もある。ナッソーとサフォークはこの巨大帯水層の存在に依存しており汚水の再処理地域としても知られている。汚水処理はロングアイランドの発展には必要不可欠な存在であるが、発展と共にこの地下水の水質が懸念されており現在同島の今後の発展を揺るがしかねない深刻な問題となりつつある。
1985年には合衆国最高裁判所により同島は「半島」であるという決議がなされた。これは州境などをめぐる問題の結果であった。ちなみに同島の最西部を流れマンハッタン島とを隔てているイーストリバーは厳密には川ではなく海峡である。

## 気候
温暖で湿気の多い夏と厳しい寒さの冬があり、大まかな気候区分としては他の東海岸北部の沿岸エリアと同じである。ケッペンの気候区分ではCfa（温暖湿潤気候）及びDfa（冷帯湿潤気候）に属し日本の東北地方と同じ区分である。北大西洋海流で温められた大西洋からの海風によって高緯度であるが温暖な気候を生み出している。その為、激しい雷雨などもしばしば見られる。ただしハリケーンの直撃はほとんど無い。

### 気温
気温は西と東で変化し西側（ナッソーなど）は東側サフォークに比べ幾分暖かい。これは西側が大陸に近いことや都市の発展によりヒートアイランド現象を起こしていることが理由とされる。東側は大西洋とロングアイランド湾の気流をダイレクトに受ける地理であり自然も多い為やや涼しい。サフォークの最東端に位置する街パイン・バレンズでは雲と風のない乾燥した夜の気温は放射冷却により島西部に比べ11度近く低くなる。
| 地域             | 1月      | 2月      | 3月      | 4月      | 5月      | 6月       | 7月     | 8月       | 9月       | 10月   | 11月     | 12月     |
| ---------------- | -------- | -------- | -------- | -------- | -------- | --------- | ------- | --------- | --------- | ------ | -------- | -------- |
| ロングアイランド | 4.5/-3.5 | 5/-3     | 9/0.5    | 14/5     | 19.5/9.5 | 23.5/15   | 26.5/18 | 26/17     | 22.5/13.5 | 17/7.5 | 12/3     | 7/-1     |
| ニューヨーク市   | 4/-2     | 5.5/-1   | 10/2.5   | 15.5/7   | 20.5/12  | 24.5/16.5 | 27/19.5 | 26/19     | 22.5/15   | 17/10  | 11.5/5.5 | 6.5/1    |
| 東京             | 10/2     | 10/2     | 13/5     | 18/11    | 23/15    | 25/19     | 29/23   | 31/24     | 27/21     | 22/15  | 17/10    | 12/5     |
| 青森県八戸市     | 2.5/-4.5 | 2.8/-4.4 | 6.6/-1.7 | 13.6/3.5 | 18.5/8.4 | 20.6/12.6 | 24.5/17 | 26.5/19.1 | 22.9/14.8 | 17.7/8 | 11.3/2.2 | 5.4/-1.8 |

注:青森県八戸市は同緯度にあたる都市。ロングアイランドの測定地はロングアイランド・マッカーサー空港。ニューヨーク市の測定地はセントラルパーク。東京・八戸の気温は気象庁のデータを参照。

### 冬

冬に発生する低気圧ノーイースターの動き。

ロングアイランドの冬はニューヨーク市同様その緯度の高さから厳しく、12月から3月にかけて一定の降雪量があり、11月下旬や4月上旬でも大量降雪が見受けられる。冬になると（特に明け方）海上の気温が陸上のそれと比べ高くなる為、海上で湿気を帯びた空気が陸地で吹雪やシャーベットの嵐を生む。ほぼ毎年ノーイースターと呼ばれる低気圧の嵐が同地を覆い、30cmから60cmの降雪と共に台風並みの強風でブリザードを生み出す。年間降雪量の平均はおよそ50-89cmと豪雪地帯ではないが、ごく稀に一部地域では190cm近くの積雪を記録することもある。また暖冬の場合は積雪25cmほどである。北海岸西部は南海岸や東部に比べ降雪が多い。

### ハリケーン・竜巻
同島は緯度が高くまた海水も比較的冷たい為ハリケーンは北上するに従ってその勢力を弱めるが、稀にカテゴリー1レベルのものが上陸することもある。カテゴリー3も含む上陸した強烈なハリケーンとしては1938年ニューイングランド・ハリケーン、1944年の無名ハリケーン、1960年のドナ、1976年のベレ、1985年のグロリア、1991年のボブ、1999年のフロイドなどがある。（フロイドに関しては上陸時にカテゴリー1のハリケーンであったのか強烈な熱帯低気圧であったのか気象学者の意見が割れている）

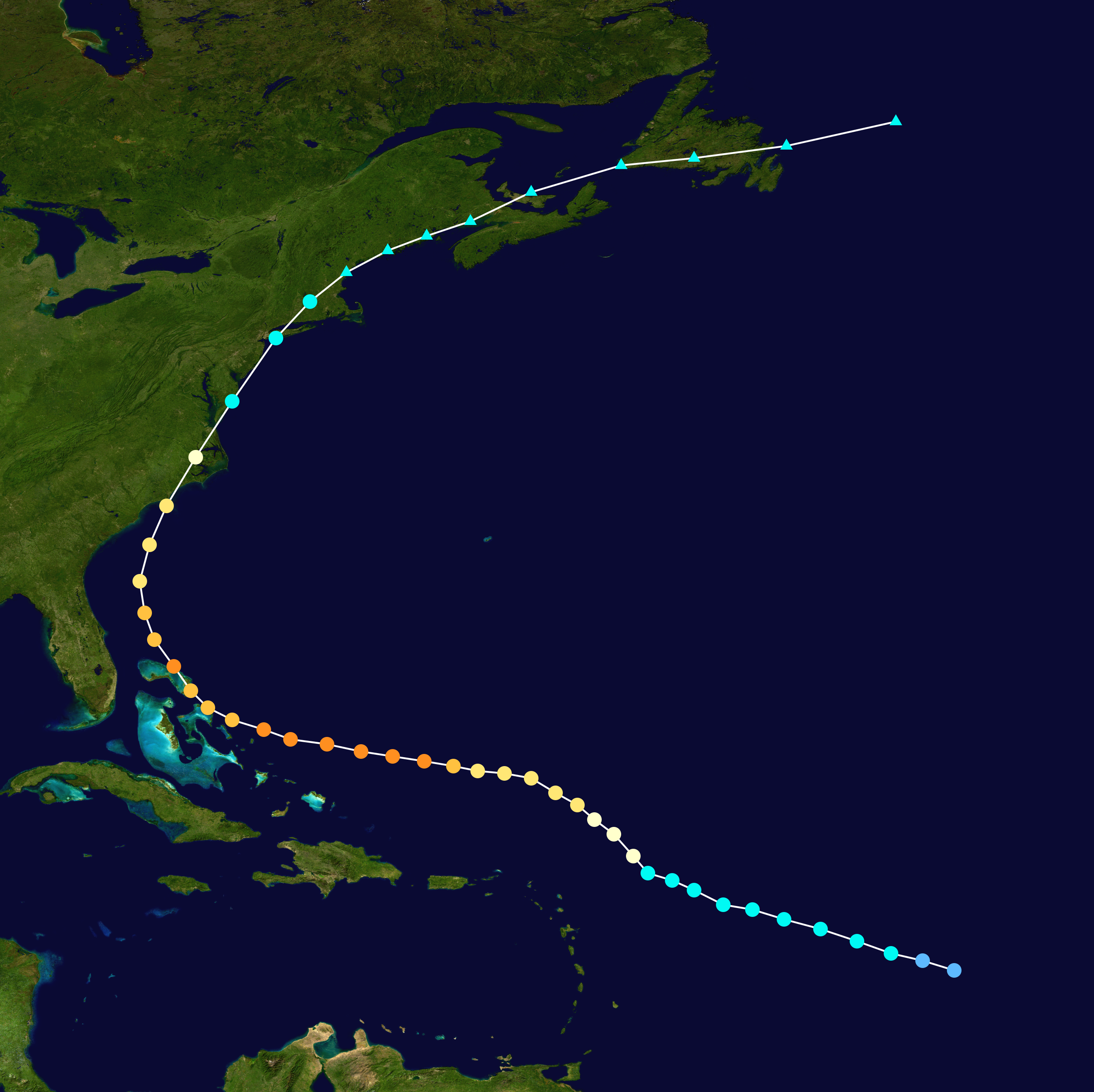
99年・フロイドの進路

東海岸南方で合衆国に上陸するハリケーンはニューヨーク近くまで北上すると分解されるか熱帯低気圧に変わる。ハリケーンレベルの熱帯低気圧の記録としては1996年のバーサ、2004年のチャーリー、2006年のアーネストなどがある。アーネストは上陸時熱帯低気圧に変わっていたが、その激しさゆえ島内の一部が停電となった。
大西洋からの海風によって雷雨は激しく、極稀ではあるが竜巻を発生させる可能性もある。1998年9月には小さな竜巻がリンブルック地域を襲った。同年8月にはF-2レベルがマッティタックを、2005年8月には小さなものがグレンコーヴを、2006年8月にも小さなものがマッサペクアとアミティヴィルの一部を襲った。2006年9月27日と2007年7月18日にアイスリップテラスを襲ったF-1レベルの竜巻は珍しくも水上竜巻として発生しポート・ジェファーソンからロングアイランド湾の水上に見ることが出来た。

## 歴史
ロングアイランドは17世紀にヨーロッパ人が入植し始めてから長い歴史を持っており、19世紀の鉄道網の整備よりアメリカで初めて郊外型の街として発展を遂げた。

### 16世紀

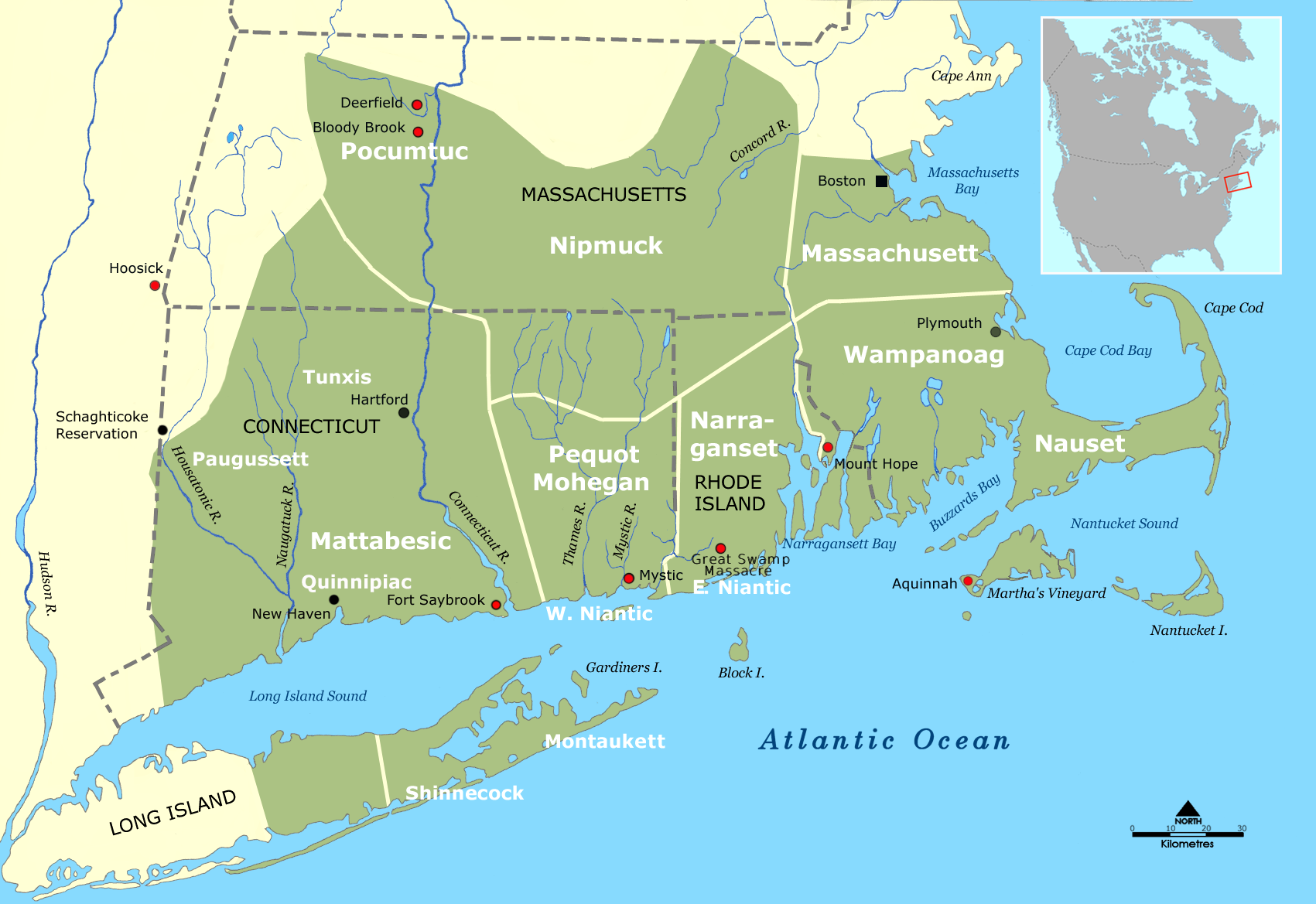
1600年のインディアンの民族分布図。島にはシンネコック族とモントーケット族が存在していた。

ヨーロッパ人が同地域に入植を始めた頃、同島西部にはインディアンのレナペ（デラウェア族）が居留しておりアルゴンキン語族のデラウェア語を使用していた。イタリア人探検家のジョバンニ・ダ・ヴェラッツァーノが1524年に現在のニューヨーク港に入った時が記録されている彼らとの最初の接触である。島東部にはモヒカン・モントーク・ナラガンセット語を使用する先住民達がおり、使用言語から彼らが現在のコネチカットやロードアイランド（ロングアイランド湾を隔てた場所にある）に住む先住民達とコネクションがあることがわかった。彼らにとって同地は原料が採れることから貝殻玉（ワムパム）生産の中心地だった。
ロングアイランドの先住民の人口が減少した時、アマチュアの文化人類学者サイラス・ウッドは本を出版し、その中でロングアイランドにはかつて13族から成る「メトアック」と呼ばれる複数の民族が存在したことを主張した。しかし現在の科学的研究の見地から言って使用されていた言語の数が2種類であり、これはつまりモントーケットとシンネコックという2つの民族しか存在しなかったことを示している。彼らは今も同地に住んでいる。
インディアン達が使用していたロングアイランドの名前は「ポーマノック」（Paumanok）というものであり、意味は「貢物を捧げる島」。これは力のある部族が無い部族に対し敵意が無いことを示す為に貢物を捧げることを強要したからだといわれている。

### 17世紀

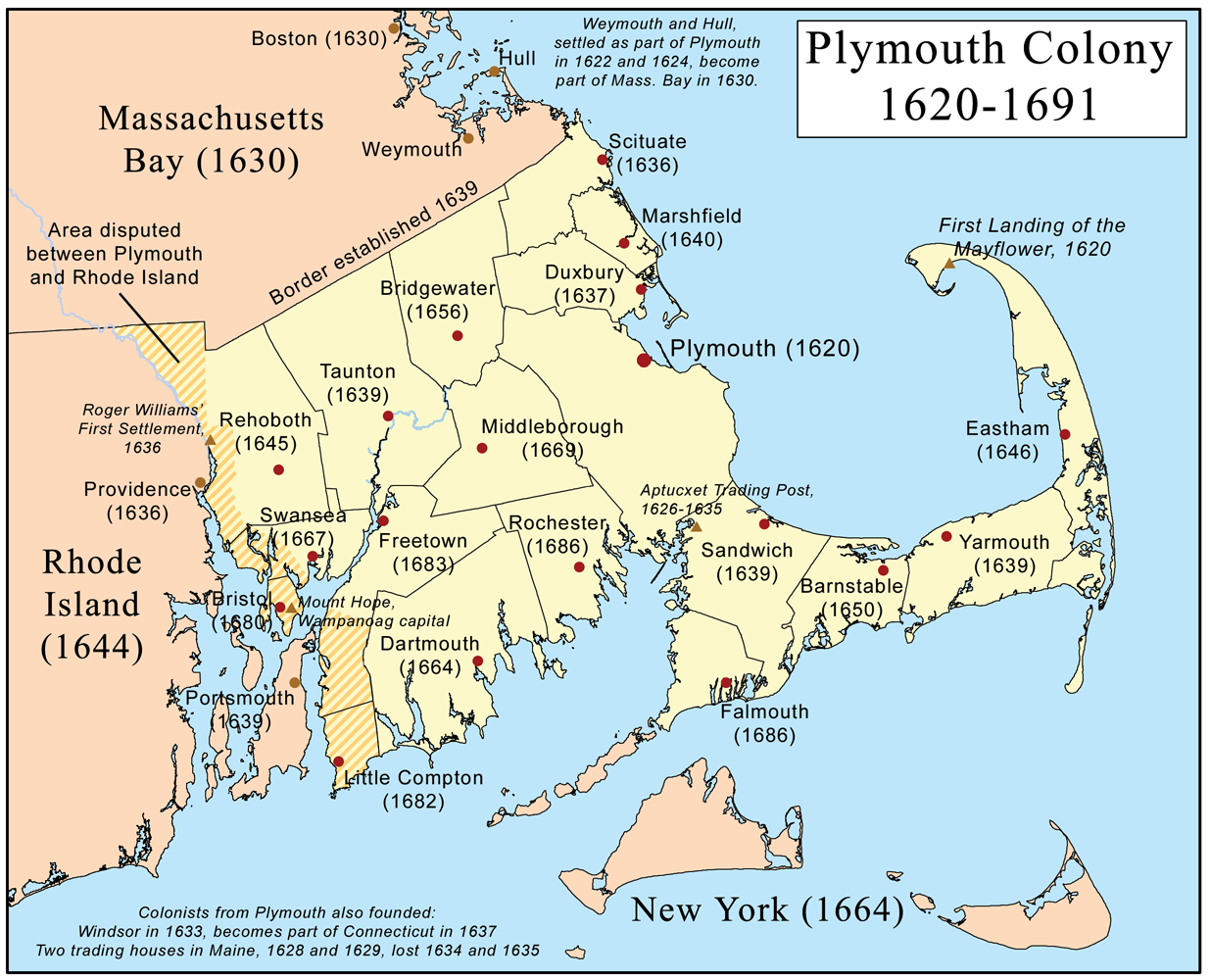
1664年のプリマス植民地

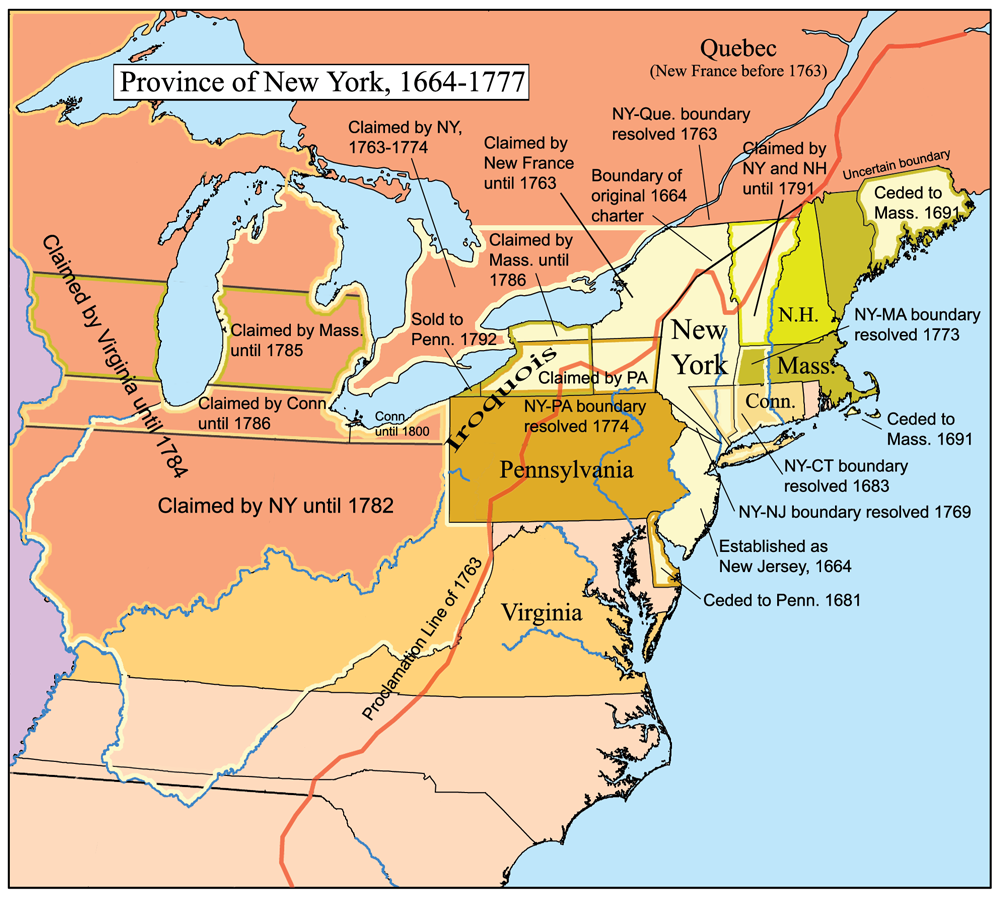
1664年から1777年のニューヨーク植民地。Conn はコネチカット。

1600年代よりマンハッタンやスタテンアイランドに入植を始めていたオランダは島西部に入植を始めLange Eylantと名づけた。1636年4月22日、時のイングランド王チャールズ1世は現在のコネチカット州東部に位置していたプリマス植民地に付属する当時オランダ勢力の強かったロングアイランドへの入植をスコットランド人のウィリアム･アレクサンダーに委託した。アレクサンダーは自身のエージェントのジェームズ・ファレットを通し島東部をニューヘイブン植民地やコネチカット植民地に売却。ファレットも個人的にシェルター島とロビンス島を入手した。最東部に浮かぶ島ガーディナー島にライオン・ガーディナーが1637年に入植し、これがイングランド人初のロングアイランド入植となった。ファレットは同年にオランダ領のニューアムステルダムを訪れイングランド王直属の命である旨を告げるが逮捕されオランダの刑務所に収容されてしまった（後に脱獄）。またイングランド人は現在のポートワシントン地区にあたるカウ港（Cow Bay）への入植を試みるもオランダ人入植者に逮捕されてしまう。彼らは島の所有権に間違いがあったことを認め後に釈放された。同時にイングランド人による島東部の入植は着実に進んでいた。
1640年10月21日、コネチカット州ニューヘイヴンより現在のサウスホールド地区にやってきたピューリタン達は指導者ジョン･ヤングスを筆頭にウィリアム・ウェルズ、ジョン・タットヒル、トーマス・メイプス、リチャード・テリー、マシス・コーウィン、ロバート・アカーレイ、ザシャリア・コーリィ、ピーター・ハロック、バルナバ･ハートンの一族などを引き連れ初のイングランド人及び白人のロングアイランドへの本格的入植者となった。1640年夏には先住民のコーシャグ族より土地を購入。サウスホールド地区は同族によってイェンニオック（Yenniock）と呼ばれていた。マサチューセッツ州リン市より移住してきたイングランド人は1640年12月に現在のサザンプトン地区を購入。1641年4月には同地で初の入植者の会合が開かれた。ニューネーデルラントを築いたオランダ人達は島東部の開拓については特別気にかけておらず彼らを即刻追い出すような行動は起こさなかった。
1662年にサウスホールド地区はニューヘイヴン植民地に併合され、1674年にコネチカット殖民地の管轄となった。1673年にイギリスがニューヨーク地域をオランダから奪回するが島東部はニューヨークへの併合を拒否している。オランダはニューヨークを死守するため大量の軍を投入したがイギリスはコネチカット植民地からの応援もあり同地を獲得した。

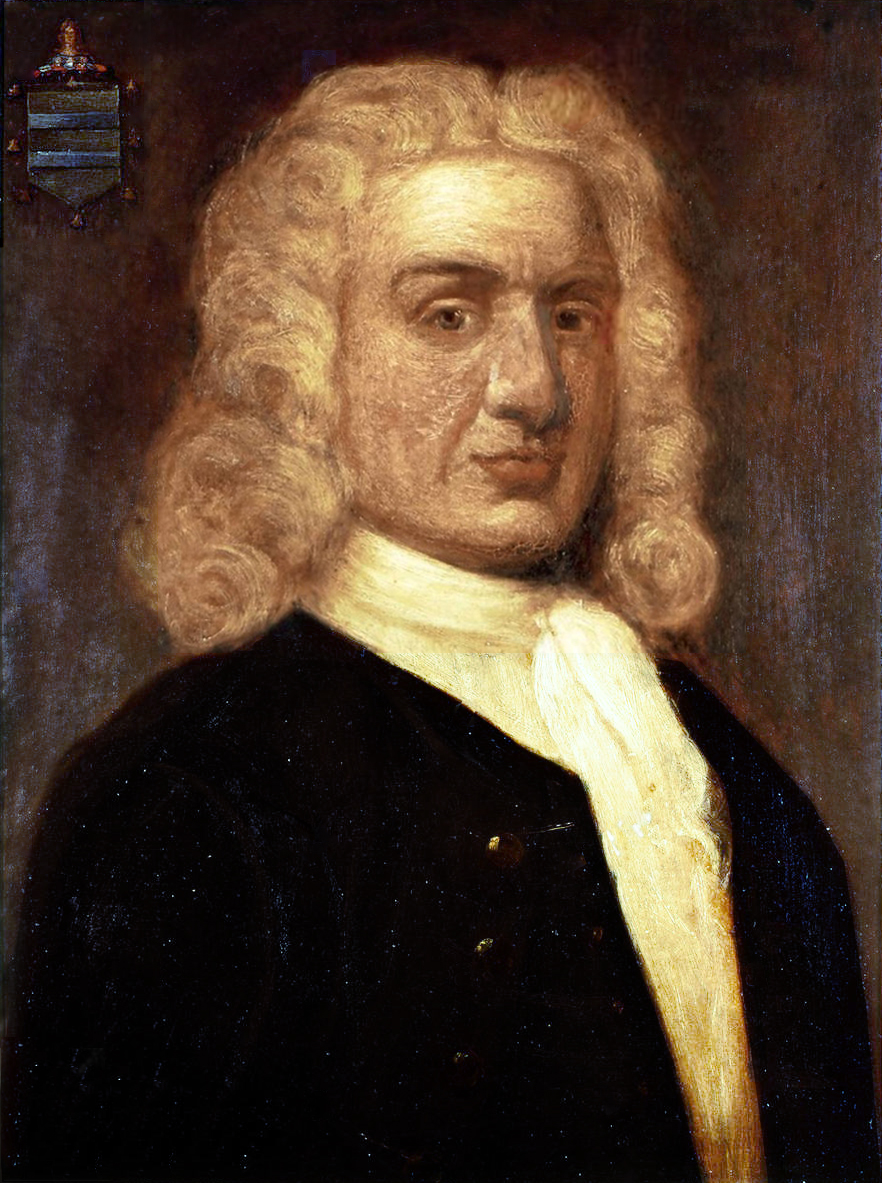
スコットランド人海賊ウィリアム・キッド

1674年に正式にイングランドによる統治が始まってからもヤンキーのバックグラウンドを持つ島東部の人々はコネチカットの管轄に残ることを望んだ。コネチカットはこれを了承していたがヨーク公が拒否した為強制的にニューヨークの自治権に取り入れられることとなった。知事のエドマンド・アンドロスはもし島東部の者が了承しなければ彼らの人権を一切無視してでも任務を行使するよう脅され1676年に実行に移された。コネチカットはヨーク公の父であるチャールズ1世を裁判で死刑に処した裁判官のうち3人を匿っており、これはヨーク公のコネチカットに対する嫌悪感の元となったとされている。
ロングアイランドは1683年のニューヨーク植民地の12郡のうちキングス、クイーンズ、サフォークの3郡を内包しており、当時のクイーンズは現在のナッソー全域とサフォークの一部を含んでいた。
ロングアイランドは魔女狩りの舞台ともなり、イーストハンプトンで狩られた魔女の中にはライオン・ガーディナーの娘も含まれていた。
初期のロングアイランド史上の有名な人物としてはワイアンダンチ、地主のウィリアム・スミス、船乗りウィリアム・キッド、軍人のジョン・アンダーヒルなどがいる。

### 18世紀

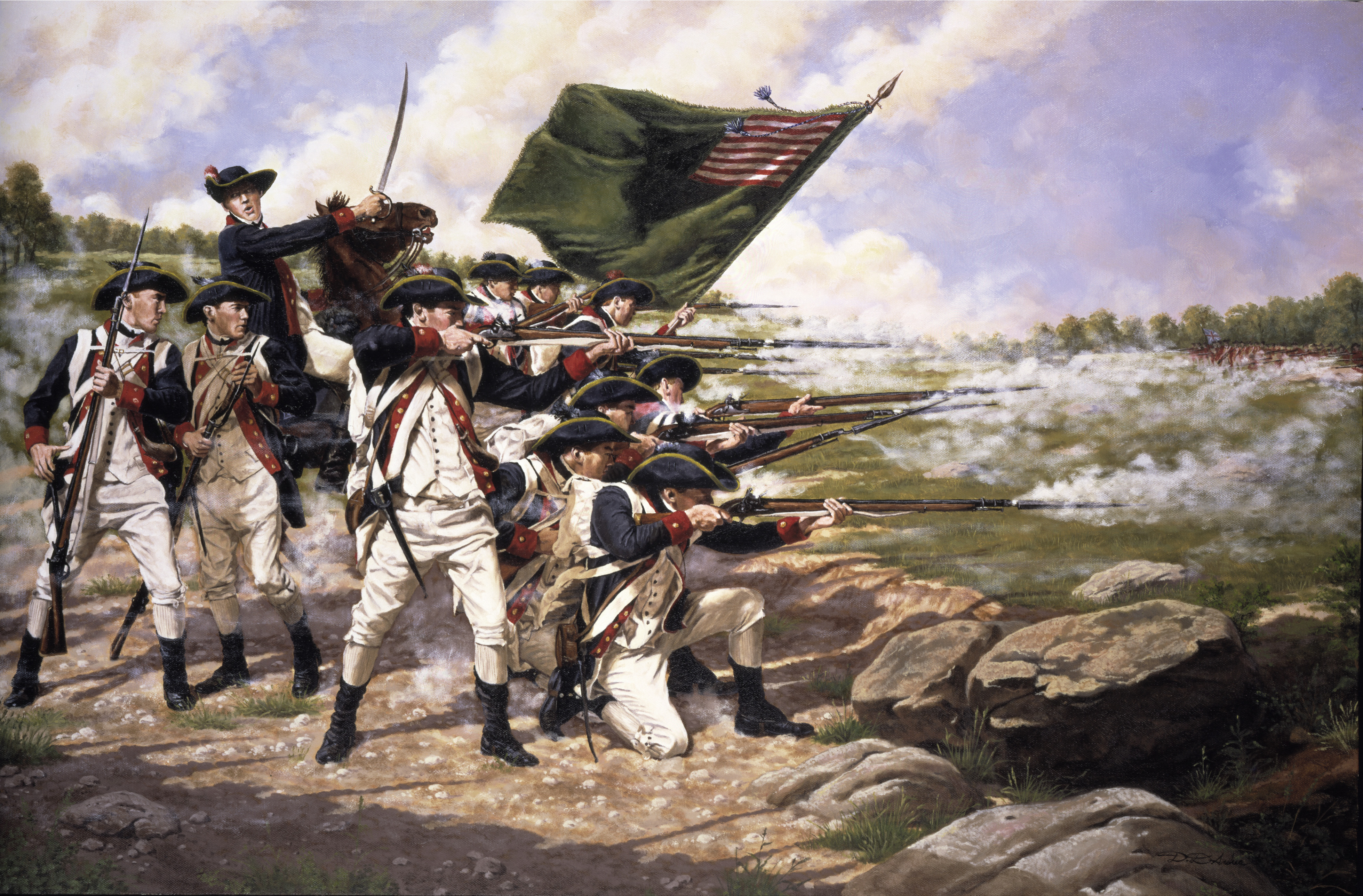
ロングアイランドの戦い

アメリカ合衆国独立戦争の中で最大規模の戦闘となったロングアイランドの戦いは主にブルックリンで行われ、ロングアイランド湾により大陸から隔てられたクイーンズとサフォークでの被害は少なかった。同戦争中ロングアイランドはイギリスの王国軍に支配されており、同地の民家はイギリスに雇われたドイツ人傭兵ヘッセンの連隊やイギリス軍の駐留地として宿舎や食事を供給していた。イングランド人軍人でジョージ・ワシントン率いるスパイ組織カルパーリングに捕らえられたジョン・アンドレ少佐がロバート・タウンズエンドの本家であるイングランドのレインハムホールにあるジェームズ・シムコの執務室を訪れた。そこでロバートの姉サリーがアンドレとシムコがベネディクト・アーノルドの王国軍を使ったウェストポイント砦の明け渡し作戦について話をしているのを耳にする。
ロングアイランド（特にヘンプステッド地区）とマンハッタンの人々はイギリスとの強いビジネス関係から依然としてイギリス支持派のロイヤリストが多く、北東部のヤンキーたちは植民地派だった。同島のこのようなイギリス支持は戦争の終結まで続いた。イングランドとニューイングランド周辺のこのようなイギリス支持はイギリス英語とアメリカ英語のニューヨーク訛りの類似などにも名残がある。

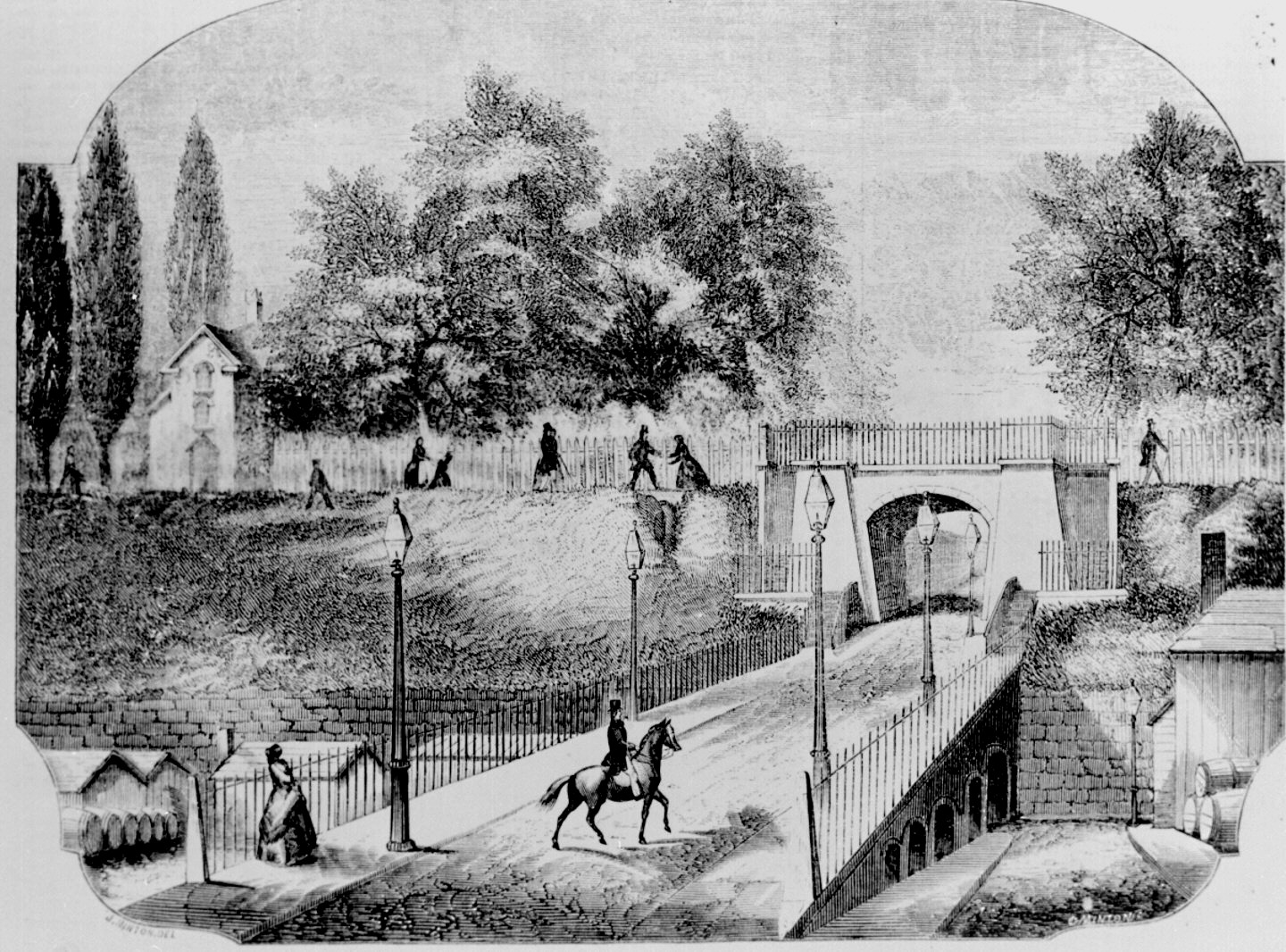
1854年のブルックリンハイツ

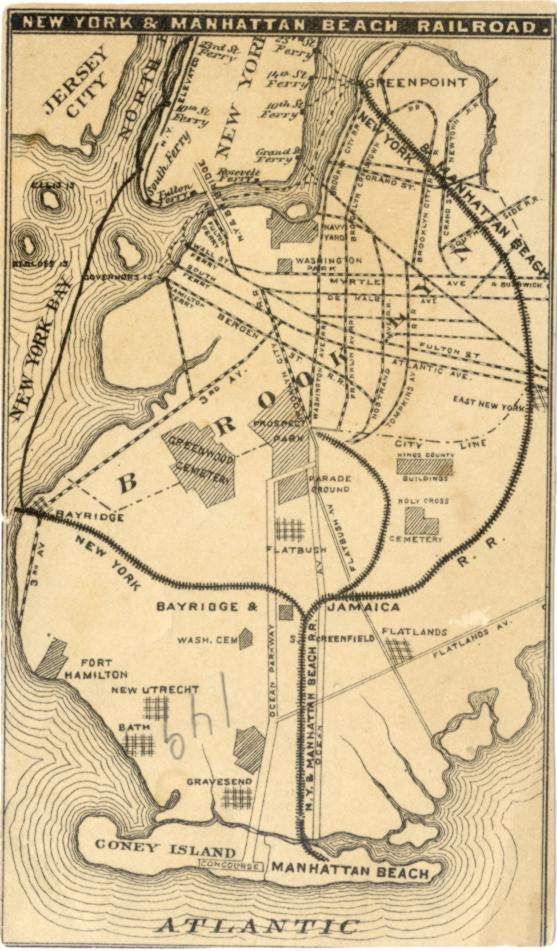
1878年のロングアイランド鉄道の路線図。上はマンハッタン。下はコニーアイランド。

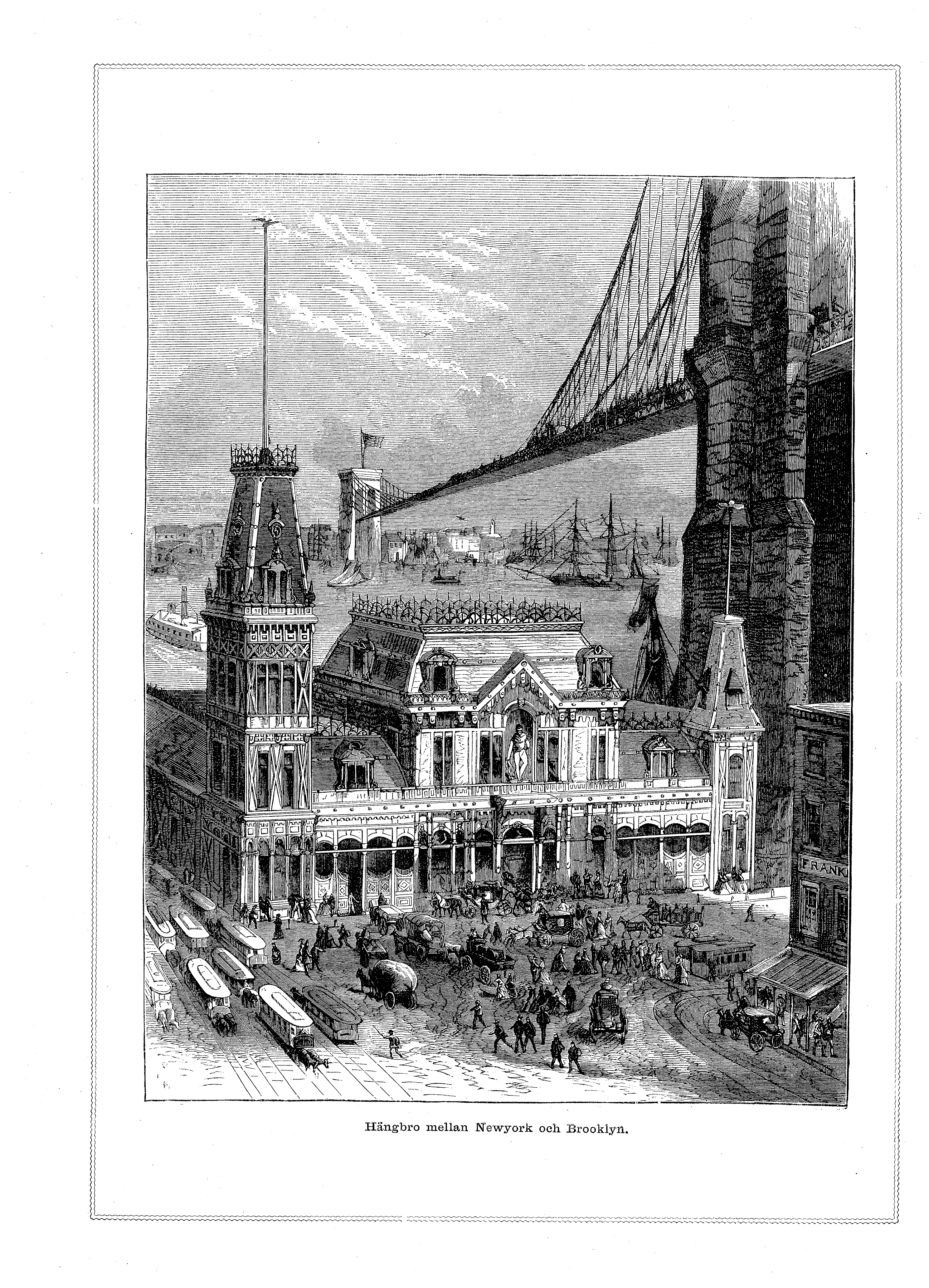
1874年のブルックリン橋の建橋

大陸軍はコネチカットからホエールボートを使って同島に侵入するなど幾多の作戦を試みた。有名な作戦では1777年サッグハーバーに侵攻したメイグスの反乱などがある。同戦争の最後の実戦ともされるのが1782年12月のボートファイトの戦いである。
戦争終結後（アメリカ独立後）、多くのロイヤリスト達は新たな政権下に留まることを拒否し家を捨ててカナダへと移住していった。彼らは終結後間もなく去っていった為植民地派だった人々との摩擦を生むことは無かったが、幾らかのロイヤリストは暴行され財産を破棄されたり没収されたりした。移住先のカナダ（現在のオンタリオ州周辺）は農業中心の発展を望んでいた。当初はイギリスより一定の支援が施されていたものの、カナダの開拓にあたって彼らは非常に苦労することとなった。

### 19世紀
19世紀初頭のロングアイランドはクイーンズやブルックリンまでもまだ農業が行われている程の田舎であったが、イーストリバーに蒸気船が就航し始めたあたりからウォールストリートの財界人がマンハッタンの景色が一望できるブルックリンハイツに家を持ち始めた。この頃のブルックリンの交通はプランクロードと言われる板道だったが、南北戦争後は自動車の普及によりブルックリンの開発は中部から南部へと大きく広がっていった。またクイーンズでは路面電車が通り多くの労働者をロングアイランドシティ（現在のアストリア周辺）へと運んだ。現在でもロングアイランダーの足となっているロングアイランド鉄道（LIRR)はボストンとを結ぶフェリールートに接続できるようグリーンポイントまで伸びた。LIRRの最も初期の運行は1836年に始まりブルックリンにあったマンハッタンとを結ぶフェリー駅からブルックリン北部を通りクイーンズのジャマイカ地区に到着するルートで、1844年に最東端まで延びた。コニーアイランドやロッカウェイ、ロングビーチにも鉄道が就航し沿岸地域として栄えた。最終的にLIRRはナッソーに50、サフォークに40の駅を開業し、やがて起こる郊外移住の波に大きく貢献することとなった。
1830年から1930年までは20年ごとに人口が倍になり、当時独立行政だったブルックリン市はキングス郡に、ロングアイランドシティはクイーンズ郡に併合されることになった。
19世紀後半ロングアイランドはニューヨーカー達の避暑地としてリゾート化された。特にグレンコーブ地域は蒸気船のルートがあることから賑わいを見せJPモルガン・チェースの創始者ジョン・モルガンも豪邸を所有していた。またロングアイランドはルーズベルト一族のホームでありロバート・ルーズベルトや彼の甥で後の大統領セオドア・ルーズベルトなどがナッソー北海岸オイスターベイ近郊のサグモアヒルに夏用の大別荘を所有していた。ガーデンシティにはセオドアの息子クエンティン・ルーズベルトにより名付けられたルーズベルト・フィールドと呼ばれる場所がある。ゴールドコーストの高級住宅街は19世紀の金融界や産業界の大物でオランダ系の名家ヴァンダービルト一族のホームでもある。
アフリカ系アメリカ人はロングアイランド史に欠かせない存在である。最初は独立戦争以前に奴隷として連れて来られ物流業に従事した。ニューヨークとロングアイランドは奴隷制が禁止される1799年まで奴隷を使っており、完全に奴隷の文化が消え去ったのは1827年のことだった。解放された奴隷達は長年住み慣れていた同地に定住することとなった。
1883年にブルックリン橋が開通するまでロングアイランドと大陸側の交通手段は船しかなかった。同橋の開通とそれに続く他の橋やトンネルの開通に伴いロングアイランドはニューヨークの人口増加と相まって郊外型の発展を加速させることとなった。1898年元旦、キングス郡とクイーンズ郡は正式にニューヨーク市に併合され、2郡の独立行政は撤廃された。クイーンズの東側725km2は同市には併合されず1899年にナッソーとして新たな郡が誕生。「ナッソー」はかつての同島の名称の一つである。この頃からクイーンズ、ブルックリンを社会的意味合いでのロングアイランドとはしなくなった。「ロングアイランドの戦い」や「ロングアイランドシティ」という名称は地理的定義により（もしくは併合前に名付けられたため）ロングアイランドの名を使っているだけで、両方現在のニューヨーク市（The city)が舞台である。

### 20世紀
20世紀初頭にはニューヨーク市地下鉄も開業しクイーンズとブルックリンからのマンハッタンへ通勤が可能になったことにより同2区は住宅地として発展を遂げる。マンハッタン区内に比べれば通勤に時間がかかるが、より安価で大きな家に住めることからベッドタウンとしての人気が高まった。ニューヨーク市を離れた移民たちもロングアイランドへと移り住みより快適な暮らしを手に入れることが出来た。アイルランド系、イタリア系、ユダヤ系を始め東西ヨーロッパの移民達が混同して移住したことによりロングアイランドには他の地域には見られない民族的多様性が生まれた。ニューヨーク市から移住した第一世代はナッソーに居を構え、その子供や孫はさらに東のサフォークへと移住していった。近年の移民たち（主に南米出身）もロングアイランドに居を構える者が多くおり米国の他の地域に住まう移民と比べると生活環境はやや良い。

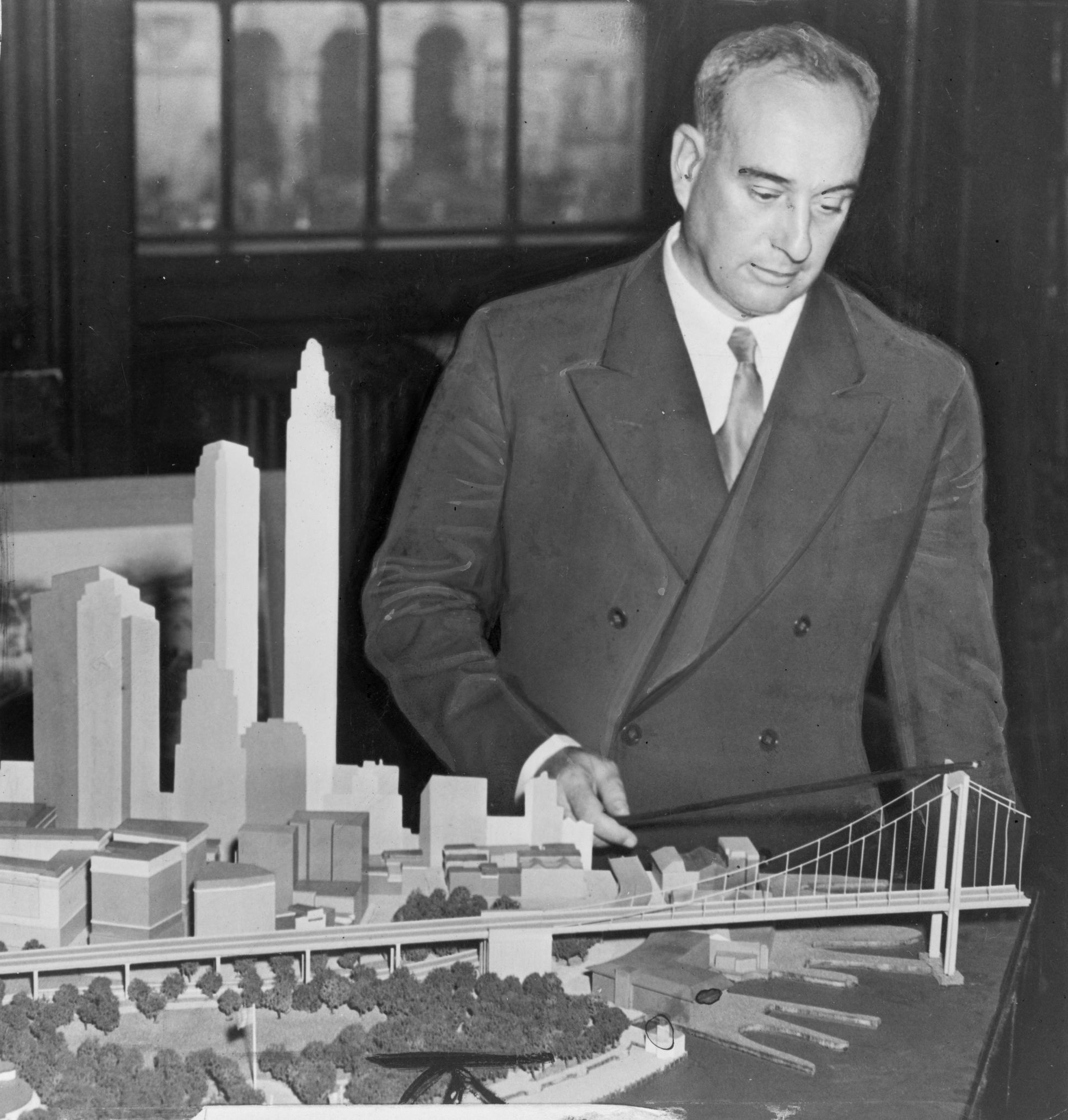
通称"マスタービルダー"ロバート・モーゼス

一般道でのカーレースが全面禁止になったことを受け1908年名家ヴァンダービルト家の一員ウィリアム・ヴァンダービルトがクイーンズのキッシナ（フラッシング近郊）からサフォークのロンコンクーマ湖まで世界初の自動車専用道（高速道路）のロングアイランド自動車専用公園道を建設。同道路は別名ヴァンダービルト公園道路とも呼ばれ、その一部は現在でも残っている（現在は自動車専用ではない）。
1920年代から30年代にかけては郊外移住のトレンドが姿を現し始め主にナッソー地区は森林と農業地区から大規模な郊外都市としての性格が強くなり始めた。最初は鉄道路線に沿った地域から徐々に発展を見せ、その後Southern State高速道路、Northern State高速道路が開通、1960年にはロングアイランド高速道路も開通し幹線道路沿線も発展を見せた。

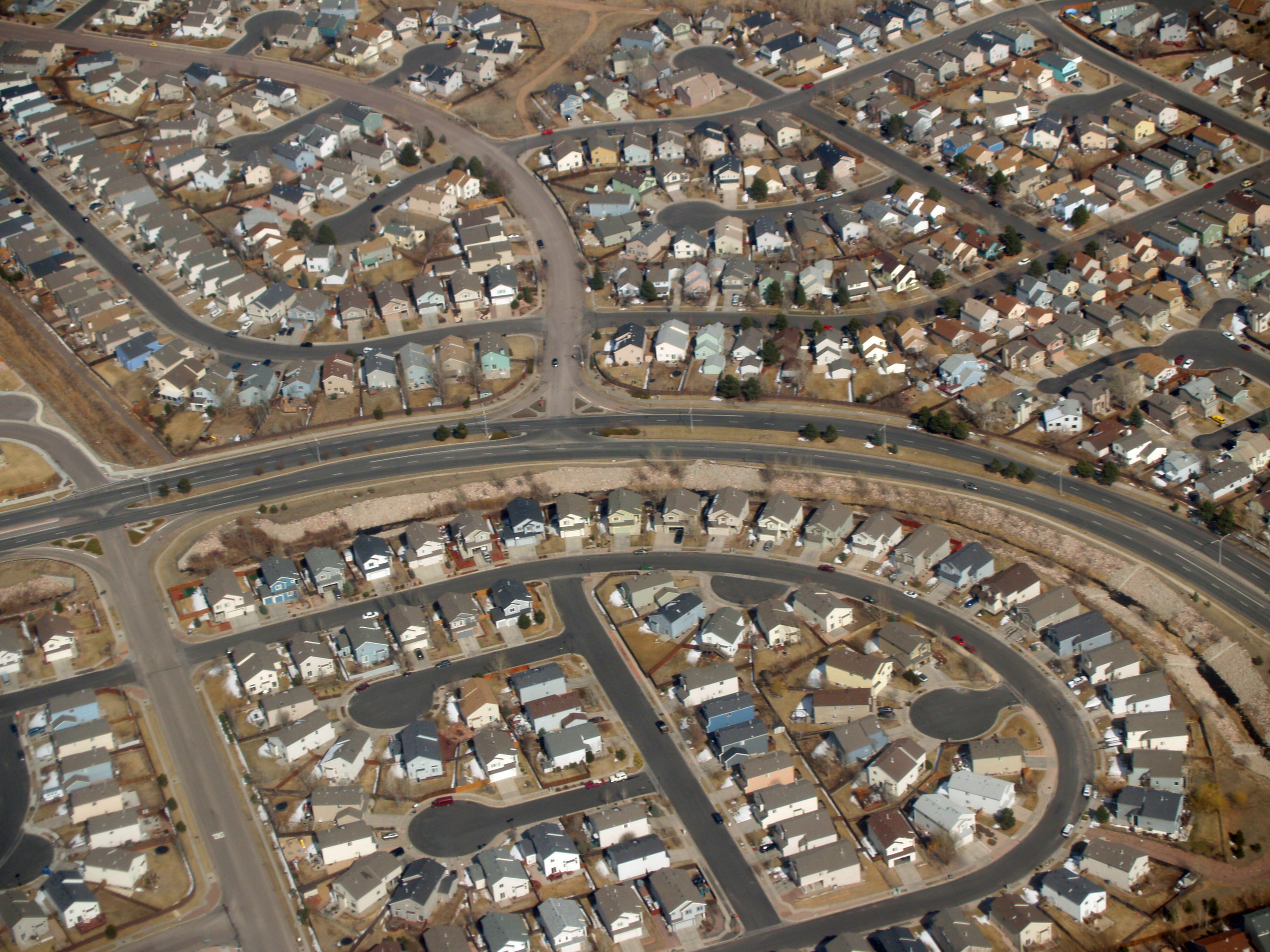
トラクトハウジング（サバーバン・スプロール（Suburban Sprawl））の例。コロラド州

ニューヨーク州の建設担当者ロバート・モーゼスはロングアイランド州立公園委員会協力の元、同島の公園道路と州立公園の整備を行い好環境の郊外都市を作り出した。ジョーンズビーチ州立公園などは彼が手がけた有名な公園のひとつである。このような計画の結果、ロングアイランドはニューヨーク市民の近郊保養地域としても人気となり数百万のニューヨーカーが訪れる場所となった。
第二次世界大戦後のロングアイランド（特にナッソーと西部サフォーク）の人口増加は急激で、時代のトレンドも相まってニューヨーク市から一気に人が流入することとなった。戦後の最も発展を遂げた街の一つにナッソーのレヴィットタウンがありデベロッパーが大規模なトラクトハウジング（多くの家がクルドサックなどで密集し巨大な集落を形成している住宅街）を建設した最初の街になった。「サバーバン・スプロール（Suburban Sprawl）」と呼ばれるレヴィットタウンのデベロップメントは成功し他の地域もこれをモデルとする街づくりを行うことになった。結果、ナッソーの人口密度はサフォークに比べ急増した。60年代から70年代になるとディアーパークやコマックといったサフォークの地域も同様の発展を見せた。東へと徐々に進出した発展の様子は東西に渡って伸びるサンライズ高速道路やジェリコ有料道などを横断すると伺うことが出来る。

### 21世紀

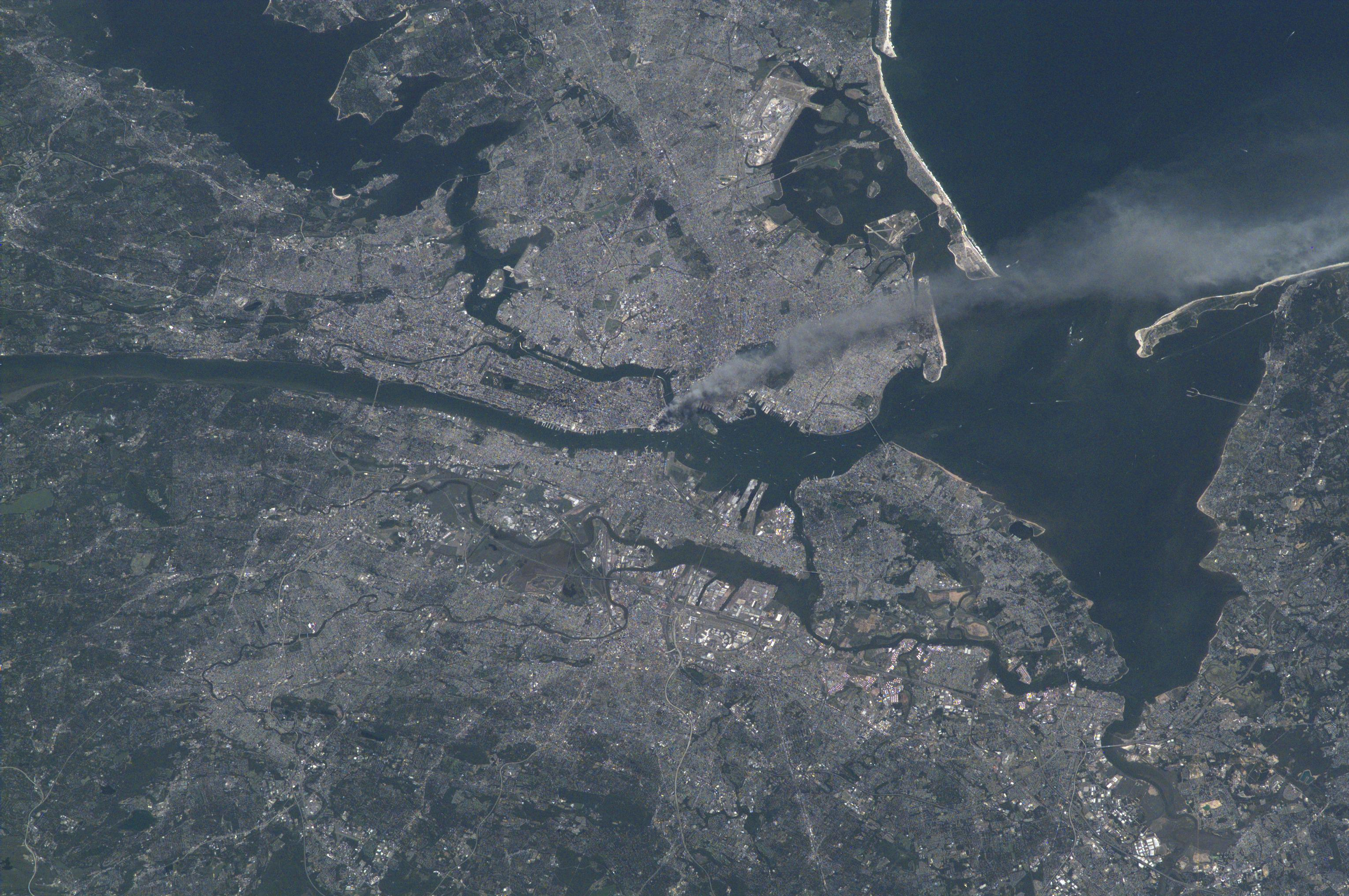
世界貿易センターテロの衛星写真。噴煙がブルックリン方向に流れている。左が北。

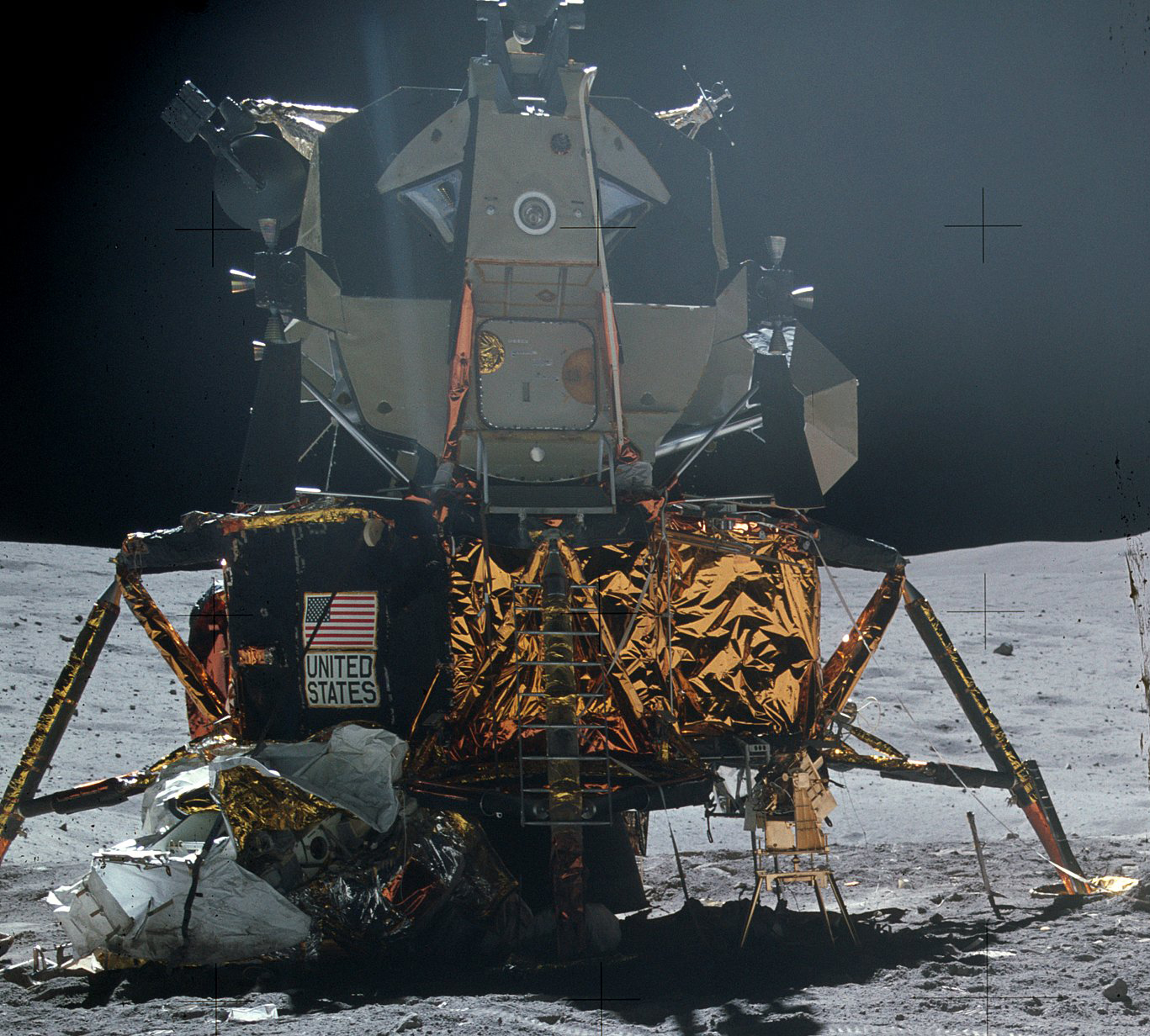
グラマン社製造のアポロ月着陸船

アメリカ同時多発テロ事件では世界貿易センタービルに勤務していた多くのロングアイランダー達が犠牲となった。犠牲者が自宅から最寄駅まで行く為使用していた自動車は置き去りにされ、この物質的追憶は他の通勤者の心を痛めることになった。犠牲者数と人口の比率では高級住宅地として名高いガーデンシティが最も高かった。また多くの消防士もロングアイランドから駆けつけた。この時は晴天であり東向きの風であったことからブルックリンの方向に全ての煙が流れ同区は灰まみれになった。100km近く離れたサフォークのファイアーアイランドにも灰は運ばれてきた。
ロングアイランドは2008年10月、アメリカ全土の景気後退から約1年を経て景気後退の影響が出始めた。2008年11月には製造業を中心に約7100の職が1年で失われたことが判明し、さらなる将来的な景気悪化を見越して一時解雇などを延期したり増え続ける医療費などのコントロールを行った。ナッソーとサフォークでは今後2万から3万5千程度の職が失われる可能性があるとの予測を立てている。失業率は2008年初頭には5.2％で年末には6.8％になった。
ナッソーの新築一軒屋の平均価格は2007年8月のピーク時の50万2500ドル（約5000万円）から2008年11月には41万ドル（約4100万円）に下落。下げ率は18％。サフォークでは2007年7月のピーク時で42万ドル（約4200万円）、2008年11月には33万5000ドル（約3350万円）に下落。下げ率は20％。この不動産市場の下落は2010年にはボトムとなると予測されており、さらに15％程度の下落が見込まれている。

### ロングアイランドと航空史
ロングアイランドは人類の（アメリカの）航空史において重要な場所であり、1927年にはガーデンシティにあるルーズベルト空港からオルティーグ賞を懸けたチャールズ・リンドバーグが飛び立ち、パリに着陸。初の大西洋横断飛行を成功させた。同港は1951年に閉鎖され現在はショッピングモールやホフストラ大学のキャンパス、住宅地になっている。

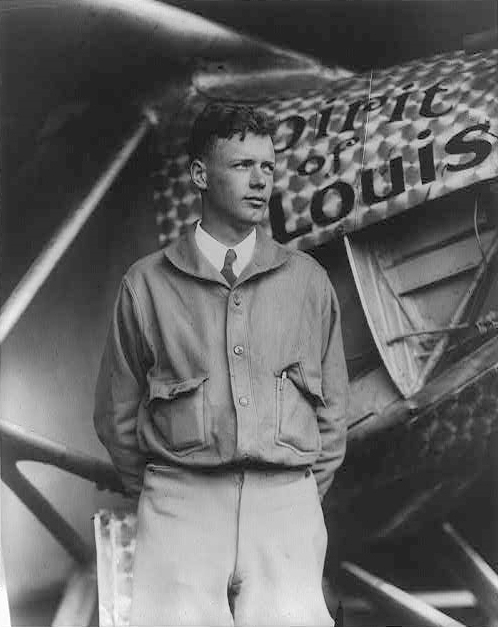
チャールズ・リンドバーグ飛行士

またかつては航空機産業の本拠地でもあり第二次大戦中P-47戦闘機などを開発したリパブリック・アビエーション社や、70年代から80年代にF-14戦闘機などを開発したグラマン社（ベスページやカルヴァートンが本拠地）がある。またグラマン社は1961年11月7日に契約を結びアポロ計画のアポロ月着陸船の開発も請け負い全部で13機を製造した。そのうちの1機はヘンプステッドプレーン地区にあるミッチェル空軍基地の跡地に建てられたクレイドル航空博物館に展示されている。
1930年代初頭にニューヨーク市初の商用空港としてブルックリンに建設されたフロイド・ベネット・フィールドも歴史的に重要な存在であり、アメリア・イアハート、ロスコー・ターナー、ウィリー・ポスト、ハワード・ヒューズなど歴史的飛行士たちが母港として利用していた。
ニューヨーク都市圏の空の玄関であるJFK国際空港と国内線向けラガーディア空港は10回の航空機災害を経験しており、そのうち3機はナッソーとサフォークに墜落している。1965年、イースタン航空663便は離陸直後にジョーンズビーチに墜落。1990年、アビアンカ航空52便はコーヴネックに墜落、73人の命を奪った。1996年、トランス・ワールド航空800便は空中爆発、分解しイーストモリッチーズ沿岸に落下。テロとも疑われたこの事故で230人の乗客が亡くなり、サフォーク郡ファイアーアイランドのスミスポイント郡立公園には追悼碑が建てられている。

## 経済
本項では特に言及しない限りナッソーとサフォークの経済について記載する。ブルックリンとクイーンズに関してはニューヨーク市の経済を参照。

### 富裕層

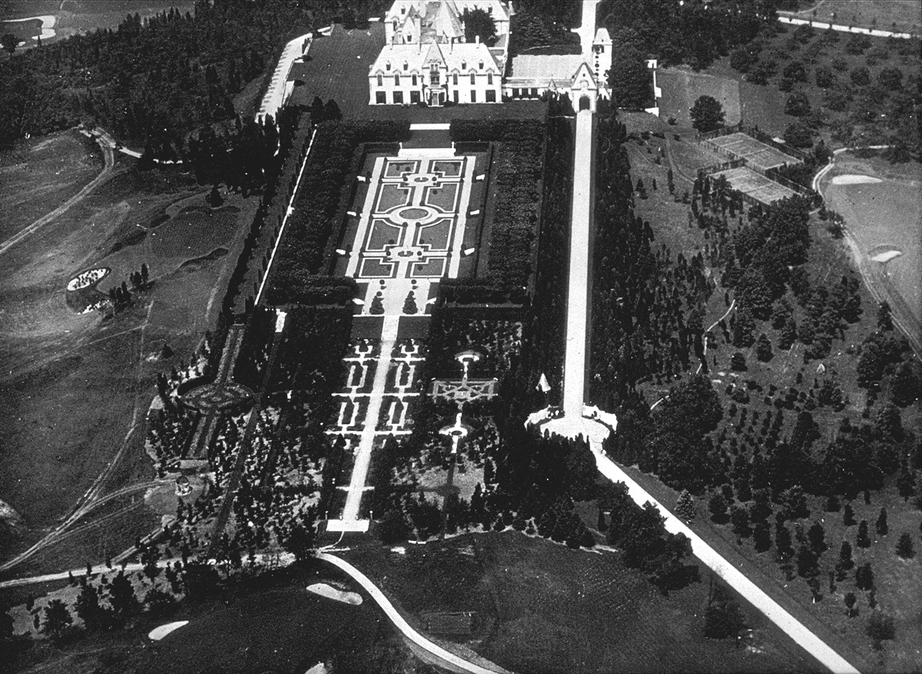
オヘカ・キャッスル（1915年・ナッソー）。全米で2番目に大きな私邸であり127部屋、敷地面積93,000 m^{2}を持つ。

ロングアイランドはその富裕層の多さと生活水準の高さで有名であり北海岸、南海岸共に富裕層の住まう村町が点在する。全米でも有数のマナー・ハウス（豪邸）が集まる地域で、その中でも高価な地域として2005年にはサフォークのブリッジハンプトン市のスリーポンズが選ばれた。また全米でトップクラスの面積を持つ私邸も複数あり、大富豪アイラ・レナートはサフォークのサガポナック市にフェアフィールドと呼ばれる大豪邸を所有。投資家で富豪のオットー・カーンが20世紀初頭に建設したオヘカ・キャッスルは全米で2番目に大きな私邸でナッソーのゴールドコーストにある（現在は文化遺産）。
ナッソーの主な高級住宅地としてはヒューレットベイ・パーク、コーヴネック、オイスターベイコーヴ、ローレルハロウ、サンズポイント、ロズリン、グレンヘッド、ブルックヴィル、オールド・ブルックヴィル、アッパー・ブルックヴィル、マトンタウン、ショーセット、ウッドベリー、ジェリコ、マッサペクア、ガーデンシティ、ヒューレットハーバー、マナセットなどがある。
サフォークの主な高級住宅地としてはハンプトンズ地域、コールドスプリングハーバー、ロイドハーバーなどがある。

### 航空産業

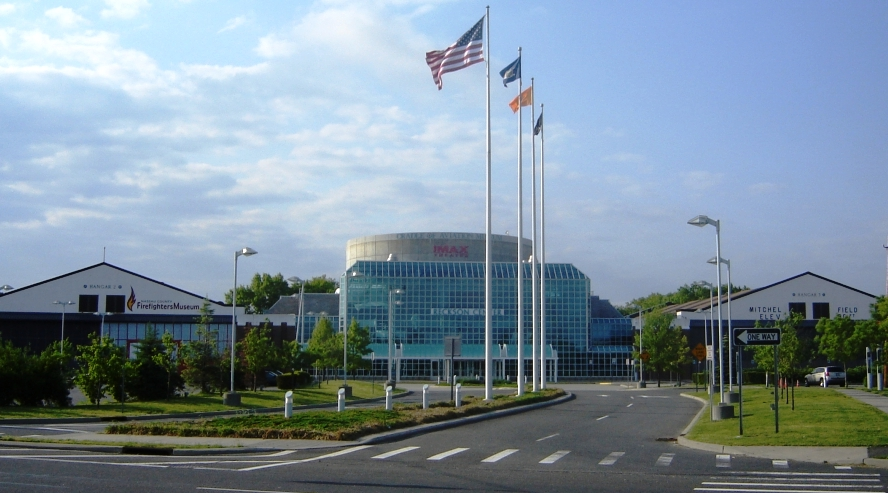
クレイドル航空博物館（ナッソー）

1930年代より同島の航空産業は発展を始め1990年頃まではアメリカの航空産業の中心地であった。ベスペイジ地域に本社と工場を所有していたグラマン社は海軍や海兵隊向けに多くの軍用機を製造。第二次大戦中はF4F戦闘機、F6F戦闘機、TBF雷撃機などを製造していた他、戦後はアポロ計画の月着陸船の製造も請け負っていた。
アメリカの多くの航空機に関連するメーカーはロングアイランド（特にナッソーのベスペイジ）に集まっていたが徐々に他の地域へと散っていった。1986年まで存在したスペリー社は第二次大戦中はロケットやミサイルの製造を行っており、その技術を生かしてジャイロコンパスやアナログコンピュータの誘導装置、レーダーシステム、自動発着システムなど細分化した事業をおこなうようになった。その結果、アビオニクスの分野で大成功し巨万の利益を得た。1950年代の冷戦時代にスペリー社は本拠地をアリゾナ州フェニックスに移転。これは核戦争に備えて防衛の一翼を担う同社をより安全な地域に移す画策であった。ロングアイランドとアリゾナ両方でアビオニクスを製造、NASAのスペースシャトルにも提供していた。
ロングアイランドの航空史はナッソーのガーデンシティにあるクレイドル航空博物館で見ることが出来る。

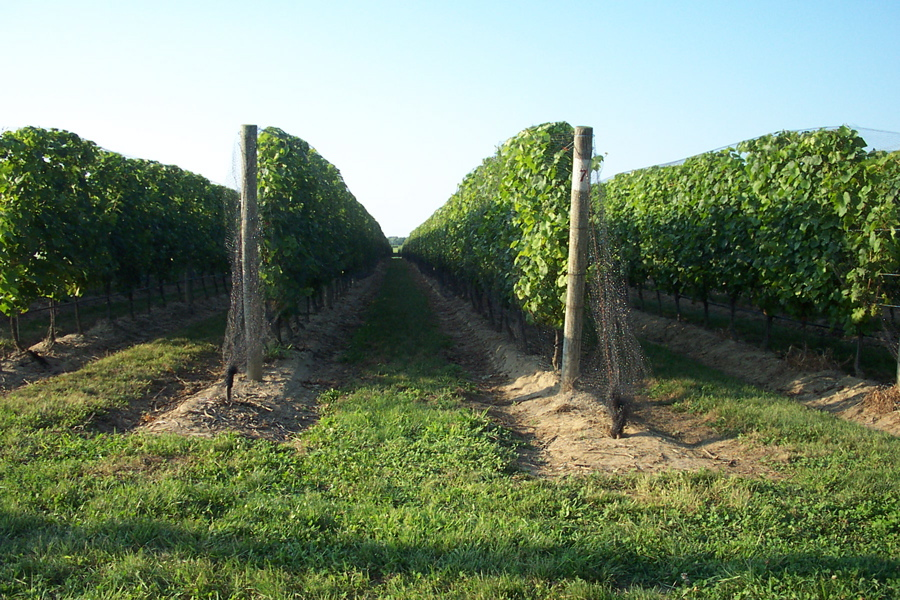
ノースフォークのブドウ園

### ハイテク産業
ロングアイランドは科学と工学の分野においても重要な場所である。月着陸船を製造したグラマン社がかつて存在しただけではなく、現在ではブルックヘブン国立研究所が置かれており原子核物理学などの研究が行われている。またアメリカ合衆国エネルギー省の研究所もある。これらの研究施設は同島を世界屈指のハイテク産業・研究の地域としている。
20世紀末にはスペリー社やCA社などがサフォークのアイランディアにあり、この頃のロングアイランドはシリコンバレーに次ぐコンピューター産業の中心地でもあった。

### 農業
南北両海岸共にロングアイランドの農業史は古くかつては多くの作物を生産していた。現在の島西部、中部はほぼ住宅地として利用されている為農場は見受けられないが東部では今でも農業を営む。主に最東近辺で生産されているフルーツやベリー、野菜、家禽、乳製品はローカルフード市場に出回っておりロングアイランダー達に消費されている。桃狩り、リンゴ狩り、かぼちゃ狩りなどを行っている農家も多く、島民やニューヨーカーたちが訪れるレジャーとなっている。
ここ四半世紀で最も成長著しいのがワイン生産であり、昔は1つしかなかったブドウ園も今は30のワイナリーがあり3000エーカー以上の面積を占有している。ロングアイランドの気候が沿岸性であることや、豊かな土壌があることからワイン生産に適している。以前はナッソーやサフォークにもブドウ園は点在していたが現在は最東端に突き出た2つの半島、サウスフォークとノースフォークに集中している。生産しているワインは農家により異なりセパージュワインを主力としている農家もあれば、ロングアイランドの気候に合わせて品種改良をしたブドウを育成しロングアイランドのオリジナルワインを生産しているところもある。

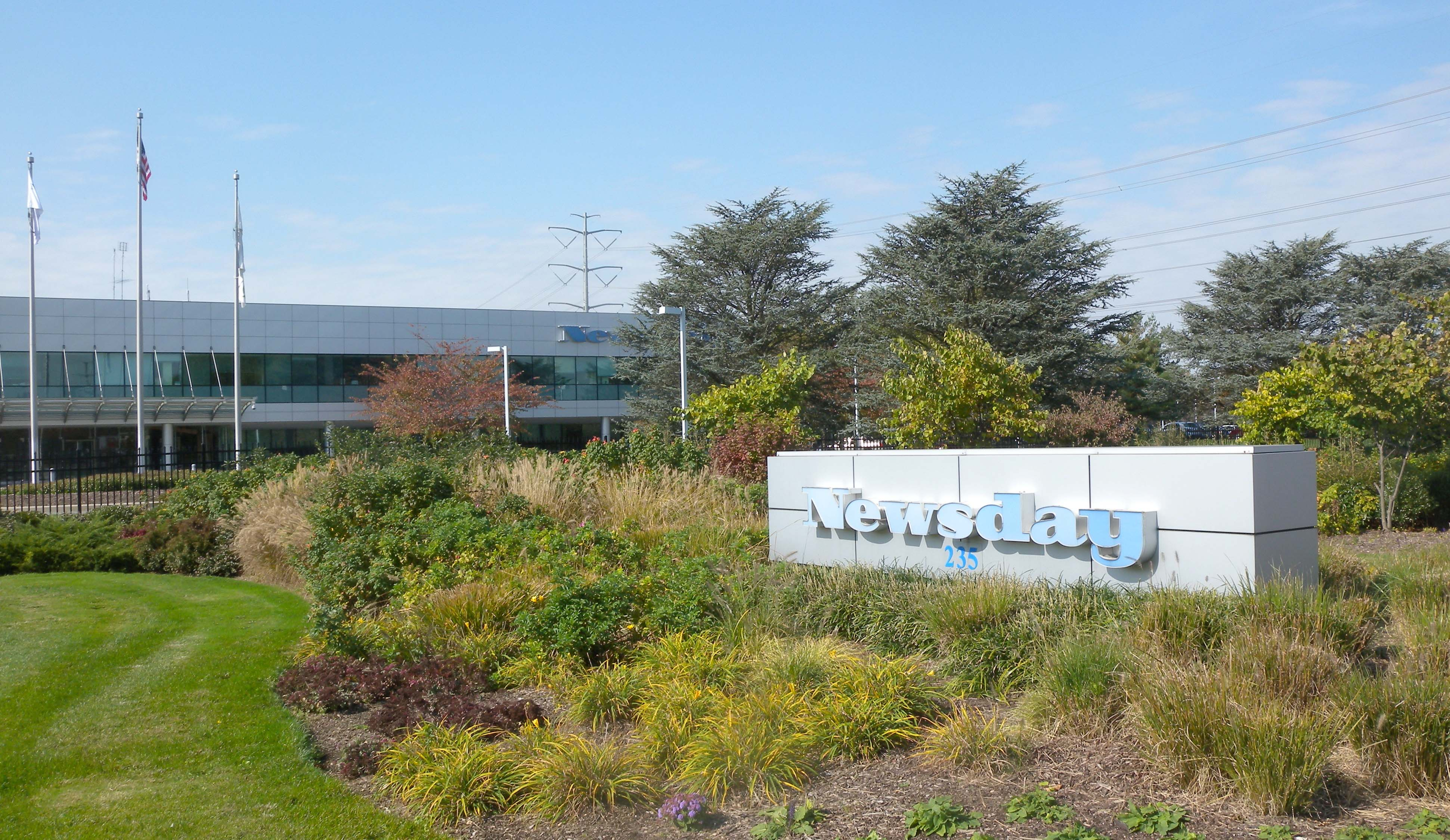
Newsday紙本社（サフォーク・メルヴィル）

### メディア
ロングアイランドには複数の新聞社とラジオ局がある。新聞 Newsday' はロングアイランドを中心にニューヨーク都市圏で平日37万7千部を発行する全米で11番目に大きな新聞である。情報雑誌 Long Island Press は2003年より創刊された。ローカル新聞としては Long Island Business News がある他地域の情報を掲載するローカル週刊誌が複数存在する。ケーブルヴィジョン社が所有する News12 は島のローカルニュースチャンネルである。
島のラジオ局はWALK-FM、WBAB、WBLI、WBZO、WLIR-FM、WHLI、WKJYがある。ロングアイランドは初の大西洋横断ラジオ局のキーステーションでもありサフォークのロッキーポイントからパリに向け電波を発信していた。
テレビプロデューサーのミッチェル・クレイグマンはサフォークのウォーターミルにウェインスコット・スタジオを建設。同スタジオで子供向け番組「It's a Big Big World」などが撮影された。

### 観光産業

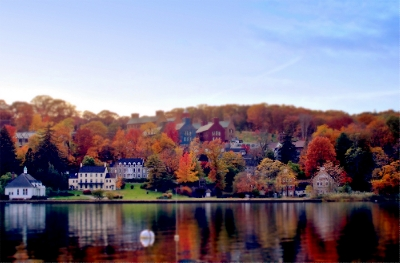
コールドスプリングハーバー（サフォーク）

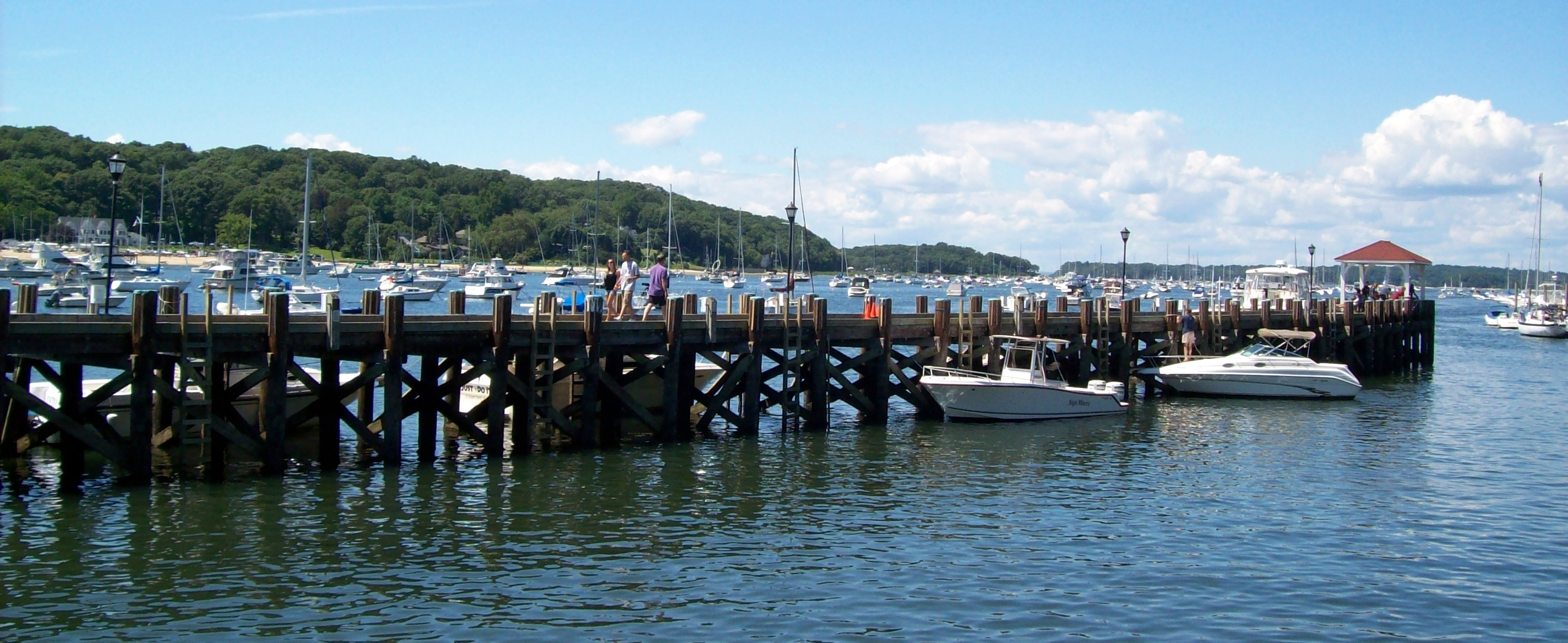
ノースポート（サフォーク）

ロングアイランドの観光は主に夏、最東端の沿岸地域で最盛を迎える。最東端のノースフォークは昔ながらの街並みやワイナリーが存在する他、フィッシングスポットとしても有名。またコネチカットとを結ぶフェリーが就航している。サウスフォークにも同様のアトラクションがある他、ゴルフ、乗馬、ボート、サーフィンなどが楽しめる。ハンプトンズ地域やモントークの郷土料理も人気のひとつである。パッチョーグ市ではアトランティック・ウィンド・シンフォニーのホームでもあるパッチョーグ劇場が有名。
また数多く点在する小さな村も観光地や保養地として重要な存在となっており、観光客達は近隣の静かなでフレンドリーな村を訪れリラクゼーションを行う。サフォークで人気の高い村としてはハンティントン、ノースポート、アイスリップ、ポートジェファーソン、セイヴィル、コールドスプリングハーバーなどがある。ナッソーではロズリン、グレートネック、ロングビーチ、グレンコーヴ、マッサペクア、ロックヴィルセンター、ガーデンシティーなどがある。

### その他
ノースポートとモントークでは漁業が行われており同地域では重要な産業となっている。
ロングアイランドは米国東海岸で最大規模の工業団地を持ちホッペイグ工業団地は大小1300の企業が入り約5万5千人の雇用を生み出している。
アメリカ最大の保険会社のひとつである Gentiva Health Services社 もかつてはロングアイランドに本社を置いていた。現在はジョージア州アトランタにある。

## 政治
ナッソーとサフォークは独立した地方自治政権を持っており County Executive （郡知事）と呼ばれる長の下動いている。両郡とも議会を有し議員は選挙によって選出される。一方、クイーンズとブルックリンはニューヨーク市に属している為独立した行政は行われていない。それぞれに区長は存在するが実権はニューヨーク市長が握っているのでさほど影響力のある職ではない。

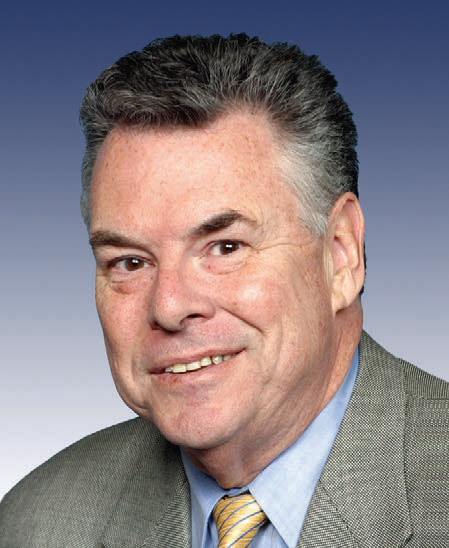
ピーター・キング議員（共和党）

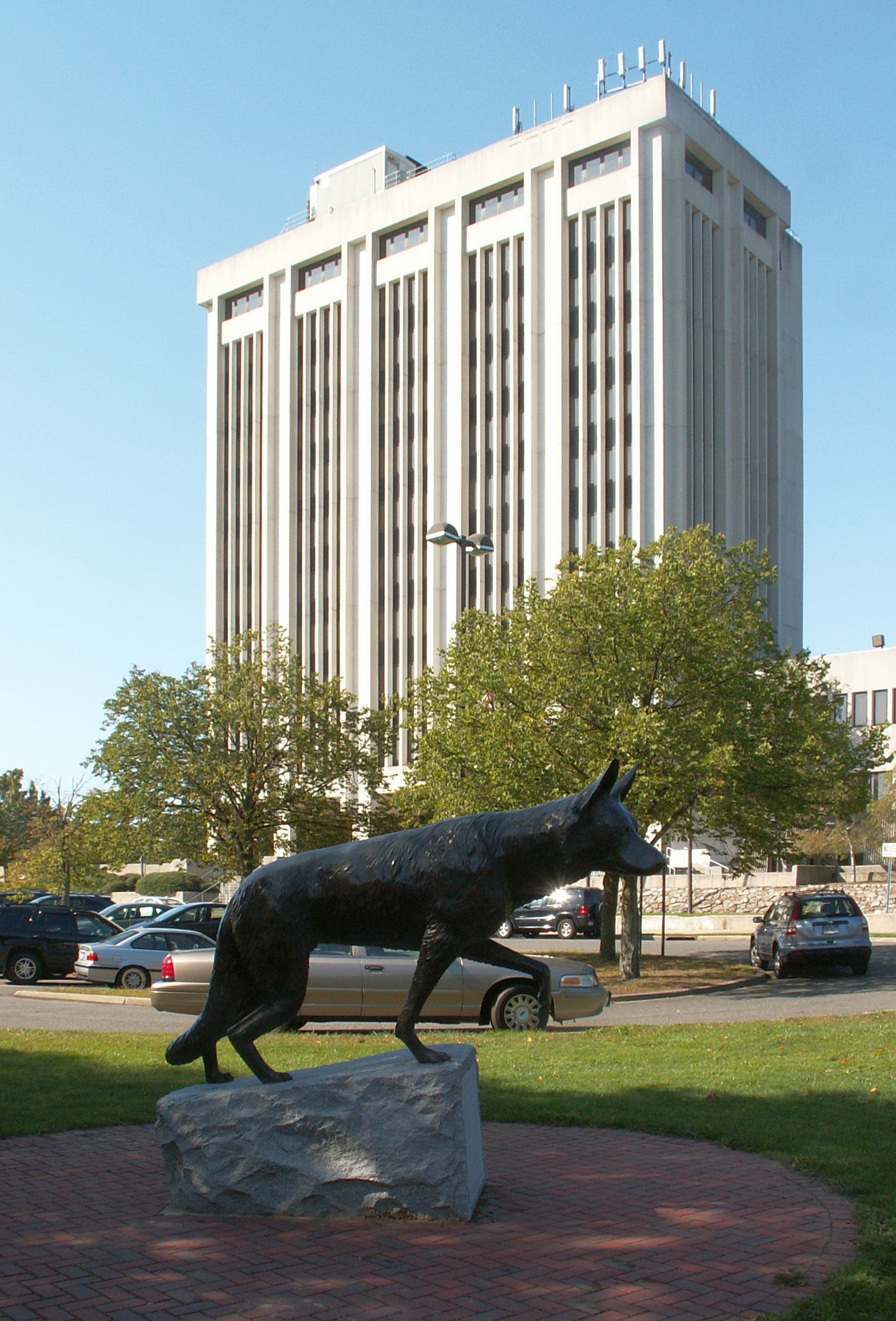
サフォーク郡庁舎

### 連邦政治
かつてナッソーとサフォークは共和党の支持者が多く、共和党選出の大統領候補は1900年から1988年まで同2郡で勝ち続けていた（1912年のウッドロウ・ウィルソンと1964年のリンドン・ジョンソンを除く）1972年には共和党候補のリチャード・ニクソンがナッソー、サフォーク、クイーンズを勝ち取り、ブルックリンではわずか14,000票差で民主党に負けた。1992年にはナッソーは民主党支持、サフォークは共和党支持と2郡が割れたこともあったが、現在では全4郡が民主党支持である。ただ両党の間で揺れる選挙もあり、2000年にアル・ゴア候補で大勝を収めた民主党だったが2004年の民主党候補ジョン・ケリーはサフォークを勝ち取ったがわずか14,000票差だった。これはテロの影響で保守派に回った人々が多いことが原因とされている。2008年には民主党バラク・オバマが2郡で大勝している。
ニューヨーク州に全部で29ある選挙区のうち5区はロングアイランドにあり共和党はピーター・キングただ一人で第3区（西部ナッソーや南西部サフォークを含む）選出。残りの4区は全て民主党員。

### 州政治
2000年、当時上院議員のヒラリー・クリントンはナッソー、サフォーク両郡で共和党リック・ラツィオに敗退。ラツィオは元サフォーク郡議。2004年の大統領選ではブッシュ率いる共和党が2郡でかなり好戦していたが、ニューヨーク州選出の上院議員で民主党のチャック・シューマーの選挙には共和党派の影響は見られなかった。彼は両郡で70％以上の票を集め当選した。共和党員で元ニューヨーク州知事のジョージ・パタキは出馬した3回全ての選挙でナッソー、サフォークを勝ち取っている。
ただロングアイランドの民主党支持の傾向はアメリカ全体の風潮と相まって強いもので前州知事のエリオット・スピッツァーや上院議員のヒラリー・クリントンを輩出。民主党アラン・ヘヴィシはスキャンダルがあったのにもかかわらずロングアイランドでは勝利。アンドリュー・クオモはニューヨーク州司法長官選挙にて全4郡で勝利。ライバルのジェイニー・ピローはサフォークで惜敗を喫した。クイーンズとブルックリンでも民主党支持が多いが1980年以降クイーンズは政策によって非常に揺れやすい地域となってきており、これは同区の住人が中流の白人から様々な移民が集う地域になったことが理由とされている。

### 地方政治
2001年には民主党トーマス・スオッツィがナッソーの郡長に選出され、同郡の議会は民主党が実権を握っていた。同郡を完全に民主党政権下で治めたのはこれが初である。共和党もヘンプステッド地区の市議などで影響力を行使しており、同市では民主党は多数派ではなく約100年に渡り共和党が実権を握っている。2003年にはサフォークでも民主党のスティーヴ・リーヴィが郡長に選出された。2009年11月3日に行われたナッソー郡選挙で共和党エド・マンガノがスオッツィを下し当選。2010年1月1日に就任した。
2005年の地方選挙ではナッソーが強力な民主党支持体制であることがわかり、30年余り地方司法長官を務めた共和党のデニス・ディロンが民主党のキャサリーン・ライスに敗退。また共和党の砦でもあったブルックヘヴン地域も民主党に奪われた。同地での共和党の腐敗やスキャンダルが原因とされ民主党のブライアン・フォーリィに負けた。サフォークでも郡保安官選挙で民主党が勝利した。

### 公安・治安
2005年、フォーブス誌はロングアイランドの犯罪データを発表し、ナッソーとサフォークでは10万人当たり2042の犯罪があった。これは合衆国の平均犯罪率4338の約半分の数値であり全米有数の安全地域である。
クリーンズとブルックリンはニューヨーク市警察（NYPD）の管轄。ナッソーとサフォークそれぞれには独立した郡警察がある。またナッソーにある複数の村と2つの市は市警もある。ニューヨーク州警察は州立公園や郡をまたいで走る高速道路などを管轄としている。

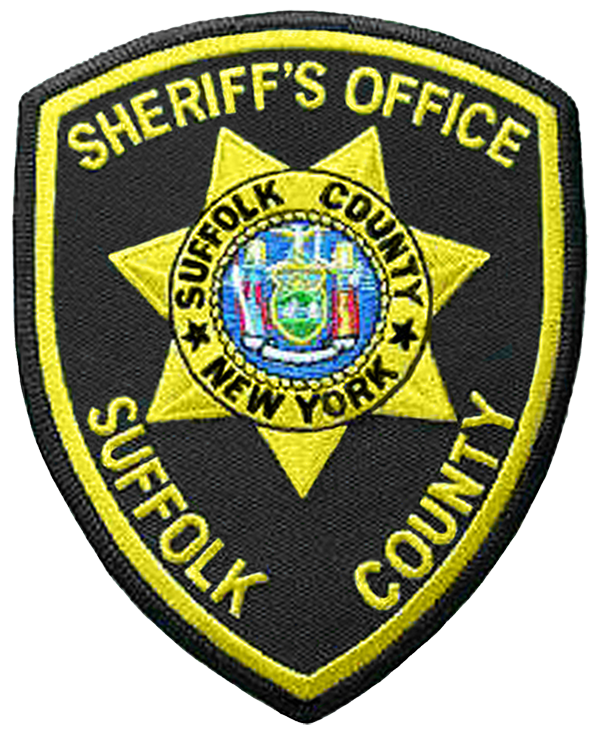
サフォーク郡保安官腕章

他にもシェリフと呼ばれる郡保安署があり刑務所の運営や治安の維持などに努めている。ナッソーのシェリフは約1000人の保安官と100人の保安官代理（Sheriff Deputy）がいる。保安官代理は警察と同等の権限を有する上級役職であるが逮捕などは警察に委ねている場合が多い。サフォークのシェリフは約900人の保安官と260人の保安官代理を抱えており、同郡にある2つの刑務所も運営している。サフォークの保安官代理の権限は非常に幅広く警察犬の使用や航空パトロール、海上パトロール、事件捜査なども行いSWAT並みの機動性を持つ部隊も使用する。郡を越境するロングアイランド高速道路やサンライズ高速道路もニューヨーク州警と共に彼らの管轄にある。

### ロングアイランド独立案
2008年3月28日、ロングアイランド（ナッソーとサフォーク）をニューヨーク州より独立させ51番目の州にする案がサフォークから提出された。理由の一つにロングアイランドの納税者の資産をニューヨーク州全体に投資させるのをやめ、島内から流出させなくする、というものがあった。仮に独立すればロングアイランド州ができることになり人口は270万人で51州中31位（ユタ州やネヴァダ州と同規模）、面積は49位でロードアイランド州とデラウェア州より大きい。今のところナッソー郡知事はこの提案に言及したことは無い。もし独立する場合はニューヨーク州議会の、州として登録する場合は連邦議会の承認が必要。

## 交通

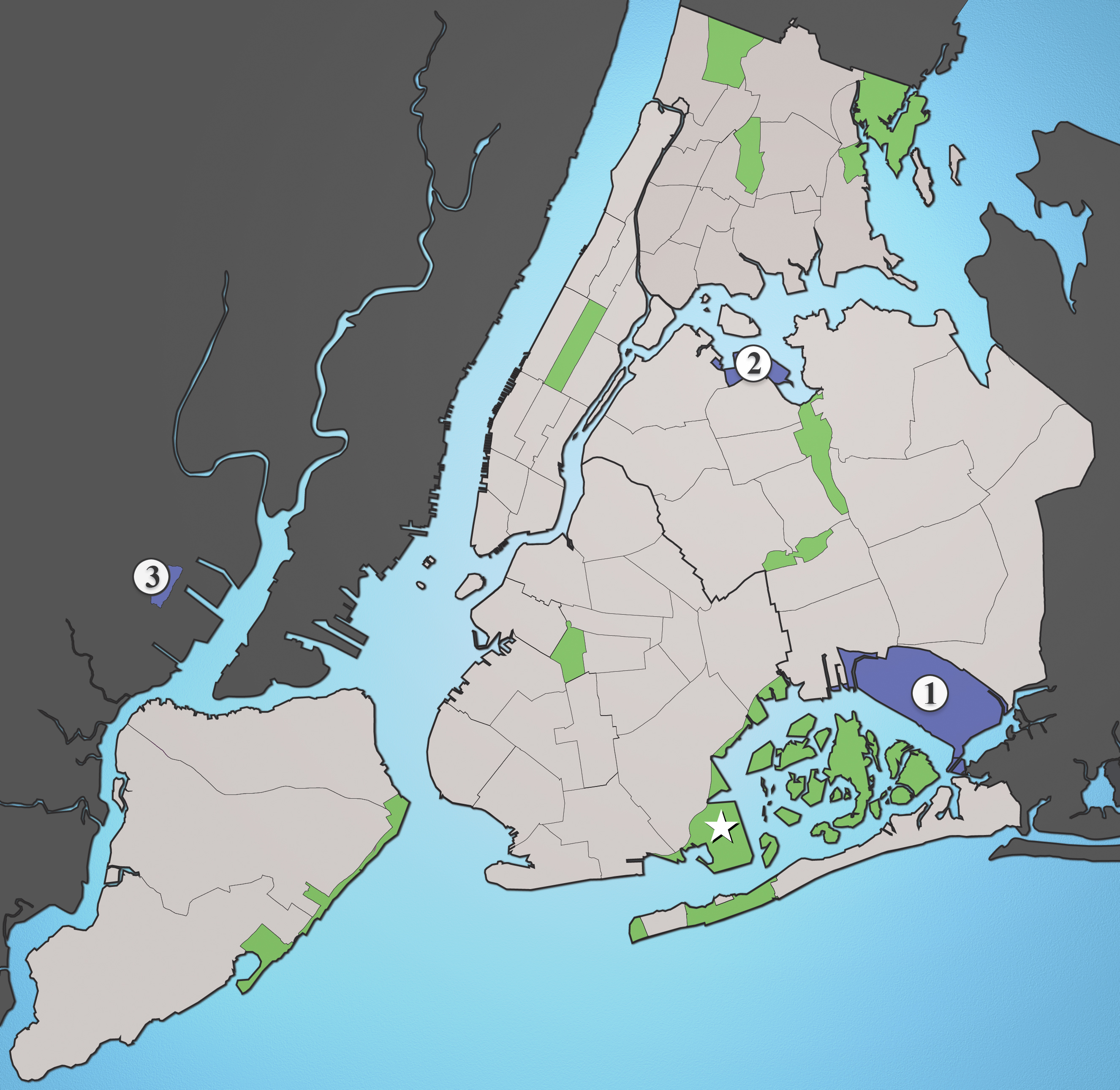
①はJFK、②はラガーディア、③はニューアーク（ニュージャージー州）、☆はフロイド・ベネット・フィールド

ロングアイランド高速(州間道495号線)(赤色)

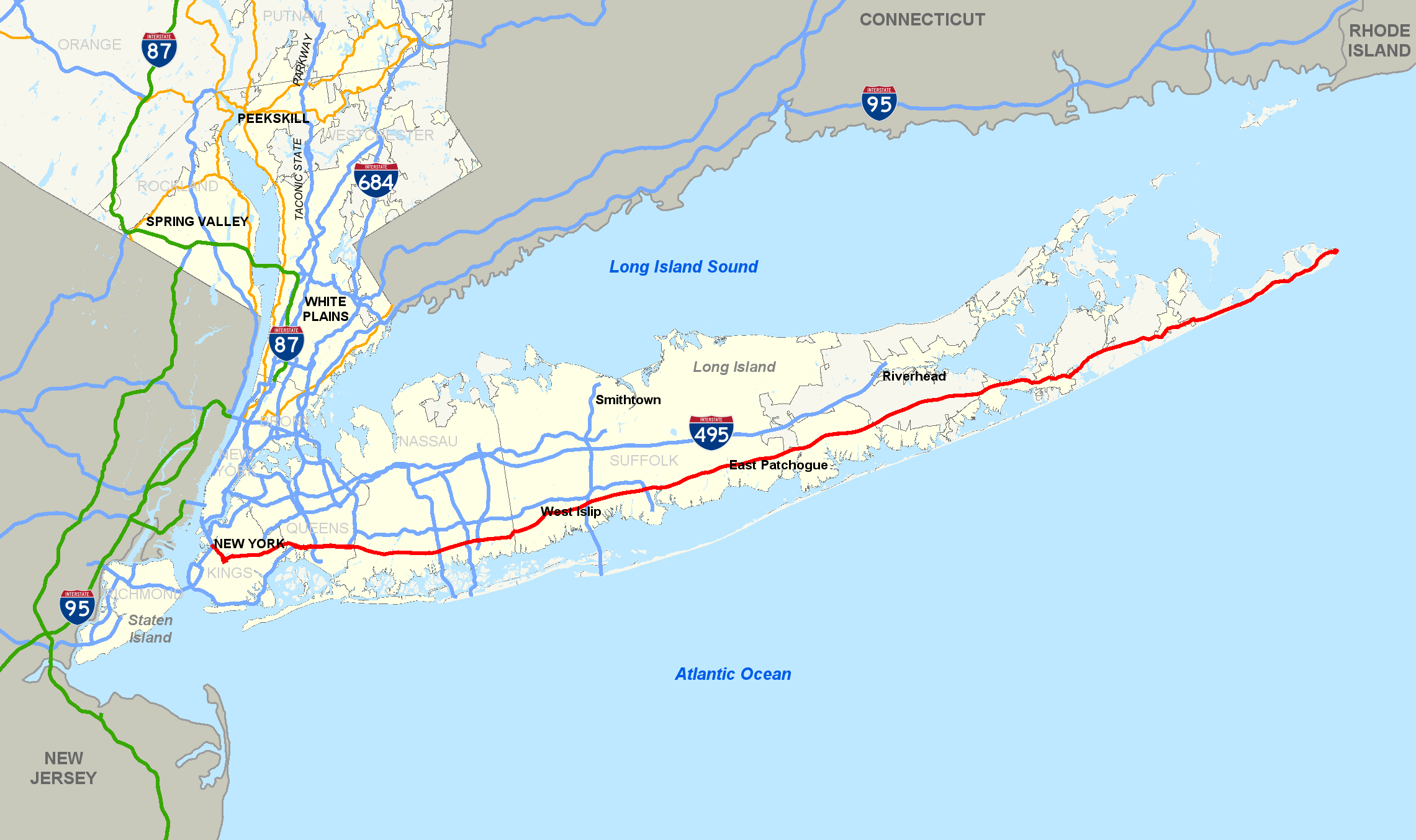
サンライズ高速(州道27号線)(赤色)

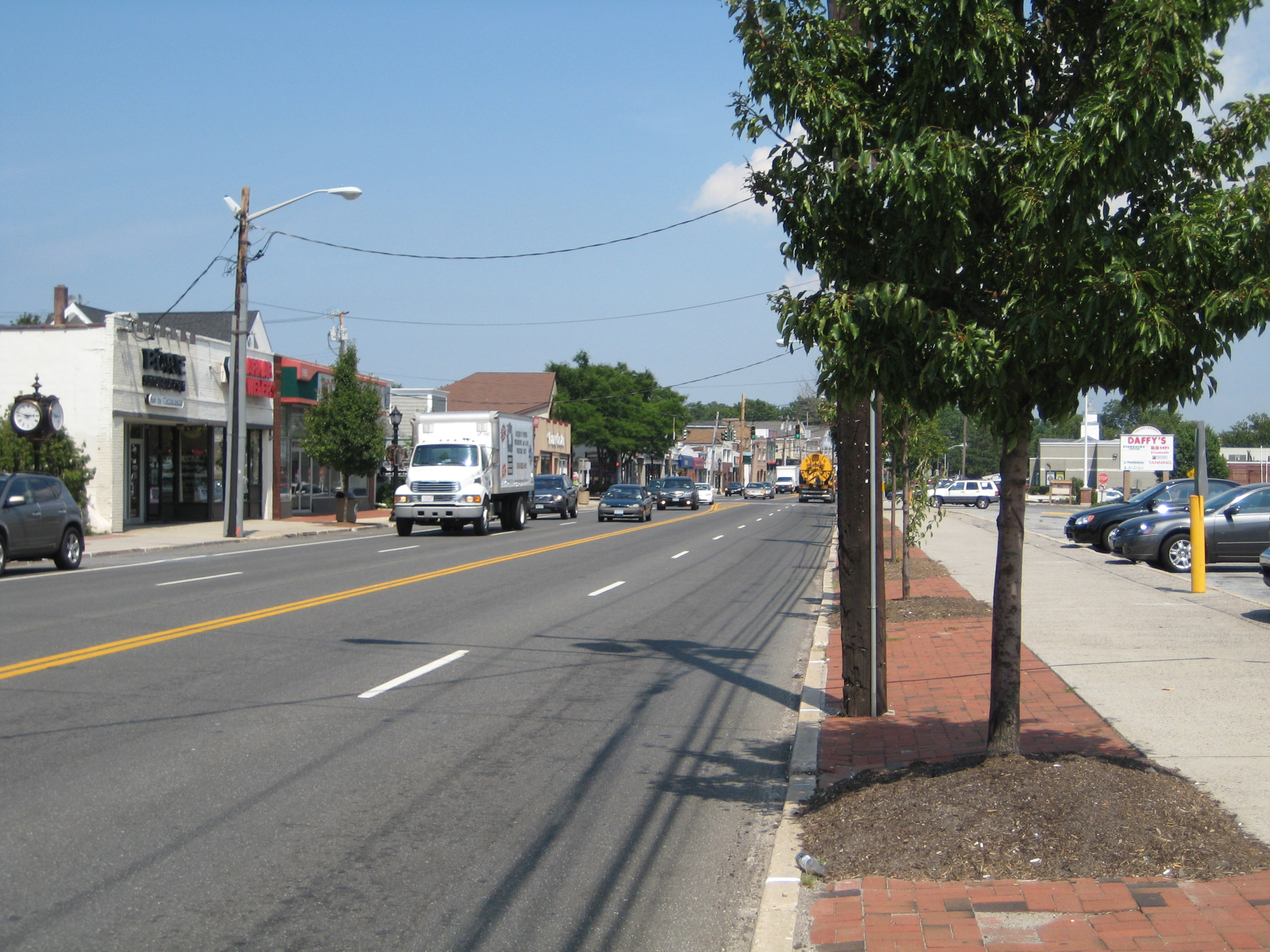
ジェリコ・ターンパイク / ミドルカントリー・ロード

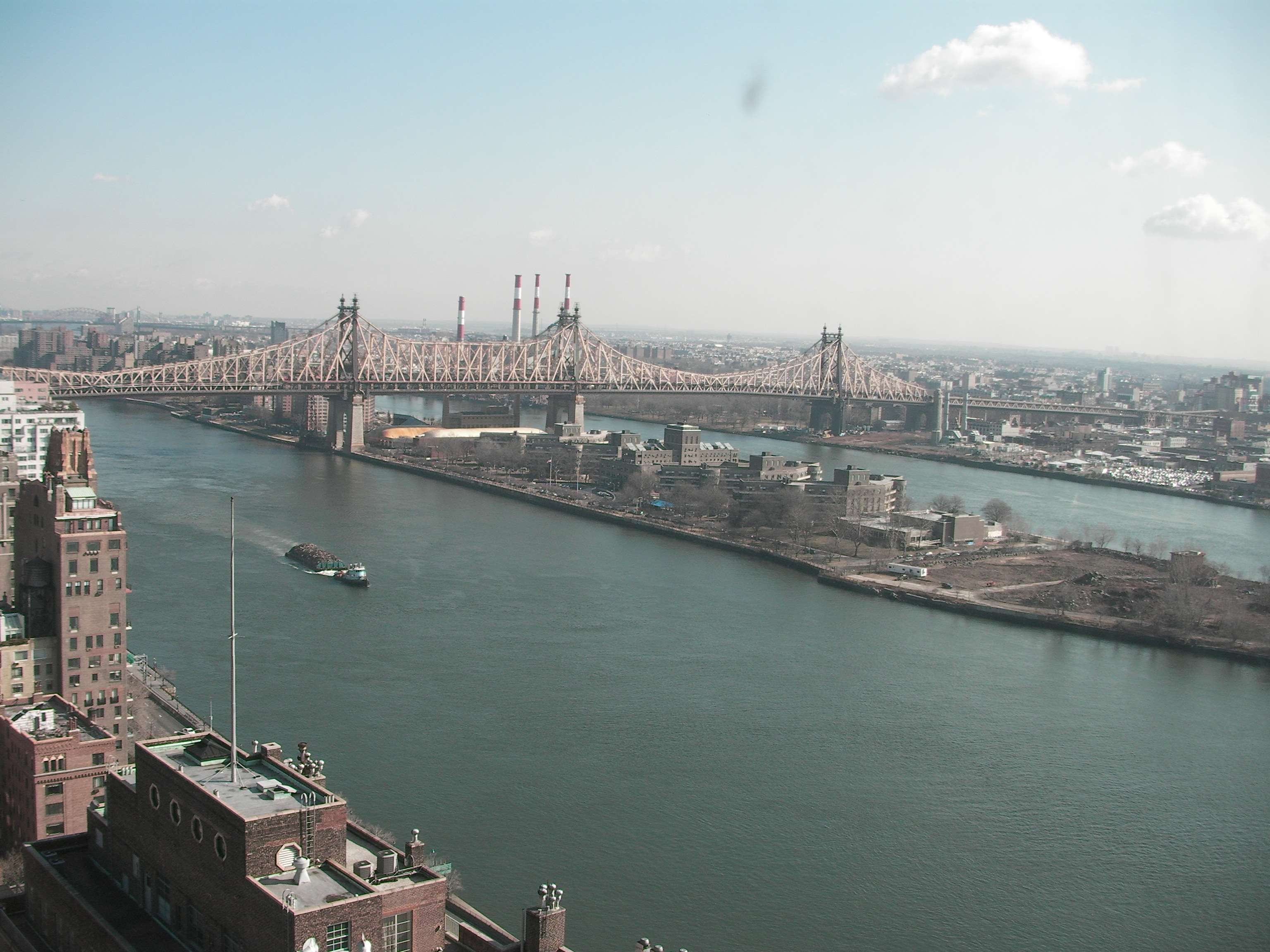
クイーンズボロ橋（1909年3月開通）。手前がマンハッタン、奥がクイーンズ、真ん中の島はルーズベルト島

### 空港
ロングアイランドにはJFK国際空港（クイーンズ）、ラガーディア空港（クイーンズ）、ロングアイランド・マッカーサー空港（サフォーク）の3つの巨大商用空港がある。マッカーサー空港は前2港と比べると小規模な空港であるが、ナッソー・サフォーク地域では唯一の商用空港で年間200万人が利用する。JFK以外は国内線専門である。JFKを利用する客はエアトレインJFKを使いクイーンズのジャマイカ駅よりロングアイランド鉄道にアクセスするか、ハワード・ビーチ-JFKエアポート駅よりニューヨーク市地下鉄にアクセスする。ラガーディアからはニューヨーク市バスで同市地下鉄にアクセスする。
その他、複数の小さな地域空港が存在しブルックリンの小型機飛行場フロイド・ベネット・フィールドやブルックヘイヴン空港、イーストハンプトン空港、フランシス・S・ガブリスキ空港、モントーク空港、リパブリック空港、ベイポート飛行場（全てサフォーク）などがある。

### 道路
ロングアイランド西部は公共交通網が発達しているが、中部以東（ナッソー、サフォーク）は自動車が移動手段の中心となる。ロングアイランド高速道路、Northern State高速道路、Southern State高速道路などロバート・モーゼスの自動車専用道の整備よって島の東西はほぼ一直線の横断が可能である。ただラッシュアワーになると通勤者によるニューヨーク市を基点とする一方方向の流れが発生するため、特に西部ナッソーまでは渋滞が酷く地元民はロングアイランド高速のことを「世界一大きな駐車場」と揶揄している。ただし日本の首都圏の高速道路の渋滞と比べればそれほどでもない。サフォークの東、特に最東端に突き出た2つの半島ツインフォークでは渋滞もなく交通量も少ない為悠々とドライブをすることが可能。ただしこの半島にはロングアイランド高速は通っていない為、同高速の最東端リバーヘッド市で降りた後ミドルカントリー・ロードを約45分から1時間さらに走らなければならない。
| ロングアイランドの幹線道路 | |
| 東西方向 メリックロード / モントーク・ハイウェイ サンライズ高速 ベルト高速 / Southern State高速 ヘンプステッド・ターンパイク グランドセントラル高速 / Northern State高速 ロングアイランド高速 ジェリコ・ターンパイク / ミドルカントリー・ロード ノーザン・ブルーヴァード | 南北方向 ブルックリン-クイーンズ高速 ヴァンウィック高速 クロスアイランド高速 メドウブルック高速 ワンテイ高速 シダースワンプ・ロード / ブロードウェイ シーフォード-オイスターベイ高速 ブロードホロウ・ロード / ニューヨーク・アヴェニュー ディアパーク・アヴェニュー ロバート・モーゼス・コーズウェイ サグティコス高速 / サンケンミドウ高速 アイスリップ・アヴェニュー ニコルズ・ロード ウィリアム・フロイド高速 |
| 太字は自動車専用道路。 | |

### 橋・トンネル
1883年にブルックリン橋が完成するまで、ロングアイランドと大陸（マンハッタン側）とを繋ぐ手段は船しかなく、地下鉄が開通したときは同橋の上を走って2区間を繋いだ。今では橋8本・トンネル2本、合わせて10本の連絡口がある。ブルックリンとスタテンアイランドとを結ぶヴェラザノ・ナローズ橋、ブルックリンとマンハッタンを結ぶバッテリー・トンネル、ブルックリン橋、マンハッタン橋、ウィリアムズバーグ橋、クイーンズとマンハッタンを結ぶクイーンズ＝ミッドタウン・トンネル、クイーンズボロ橋、クイーンズからブロンクスを結ぶトライボロー橋（ロバート・F・ケネディ橋）、ブロンクス・ホワイトストーン橋、スロッグスネック橋がある。ちなみにマンハッタンとを結ぶ橋を南からBMW（Brooklyn, Manhattan, Williamsberg）と覚える。これら全ての交通手段は島の最西部からニューヨーク市にアクセスするもので島中部や東部の住人にとってボストンなどのニューイングランド地方へ車で行くのはかなり遠回りになる。そこでロングアイランド湾に大陸とを繋ぐ新たな道路の建設が模索されたものの、その幅の広さから未だ現実的な計画とはなっていない。また外地を訪れたロングアイランダーが車で帰宅する際は絶対にニューヨーク市内の道路を使用せねばならず、そこには通行料がかかり無料で帰宅ができない（アメリカの高速道路は基本的に無料だが都市圏は有料の場合が多い）。例えばニュージャージーからリンカーン・トンネルを潜ってマンハッタンに入る場合8ドルの通行料がかかる。
自動車用の橋、トンネルのほかに鉄道、地下鉄用のものが11本あり、全てイーストリバーに架かっている。ロングアイランド鉄道はイースト川トンネルを潜りマンハッタンのペンシルベニア駅に終着する。現在ではニューヨーク港を突っ切りブルックリンとジャージーシティとを繋ぐクロスハーバー鉄道トンネルの計画が持ち上がっており、これが実現すればマンハッタン（もしくはスタテンアイランド）を介さずにニュージャージーまでアクセスが可能となる為ロングアイランダーの行動領域が広がるという。

### バス
ニューヨーク州都市交通局（MTA)が運営するロングアイランド・バスはナッソー全域と西部サフォークに交通網を持つ。サフォークはサフォーク・トランジットが運営するバスサービスがある。ただしハンティントン地域はハンティントン・トランジットが運営しているためサフォークTのバスはない。クイーンズとブルックリンはニューヨーク市バス。
| サインの色 | サービス |
| ---------- | --- |
| 青         | - ニューヨーク市バス / MTAバス - ビーラインバス - ロングアイランド・バス                                    |
| 紫         | - ニューヨーク市バス / MTAバス （Limited stop） - N6 （クイーンズではLimited stop、乗車のみ。ナッソー行き） |
| 緑         | - ニューヨーク市バス / MTAバス / BxM4C （特急・急行） - QBx1 （Limited-stop） - B110 （ブルックリン内限定） |
| 黒         | - 深夜、特定の停留所にのみ運行。1時間に1本。                                                                |
| 青緑       | - セレクトバス                                                                                              |
| 黄         | - スクールバス（学校期間のみ運行）                                                                          |
| オレンジ   | - N6 （Limited-stop、ナッソー限定）                                                                         |
| 白         | - ロングアイランドバス （ナッソー限定）                                                                     |

### 鉄道
ロングアイランド鉄道（LIRR）は全米一混雑する鉄道であり（各種地下鉄は除く）平日平均28万2400人の乗客を728本の電車が運んでいる。1834年4月24日に開業して以来、名前もそのまま営業し続けている最古の鉄道網でもある。ジャマイカ駅（クイーンズの最東端にある）をターミナルとし11本の路線を持っており島全域に行き渡っている。
- メイン線
- モントーク線
- アトランティック線
- ポートワシントン線
- ポートジェファーソン線
- ヘンプステッド線
- 西ヘンプステッド線
- オイスターベイ線
- 中央線
- ファーロッカウェイ線
- ロングビーチ線

### フェリー
ロングアイランド湾を通り島東部とコネチカットを結ぶフェリーが就航している。ポートジェファーソンとブリッジポートを結ぶもの、オリエントポイントとニューロンドンを結ぶクロスサウンド・フェリーの2種類がある。これらのフェリーは自動車やバス、トラックも積み込める大型のものも用意されている。
夏季には孤島ブロック島とモントークを結ぶフェリーも出ている他、ファイアーアイランドにもアクセスできる。

## 教育

### 初等・中等教育
ナッソーとサフォークには125の学区があり、全656校の学校が存在する。公立学校が大半を占めるが私立校や宗教学校なども多い。ブルックリンとクイーンズはニューヨーク市教育委員会の管轄下にあり、米国内で最も巨大な学区となっている。

### 大学

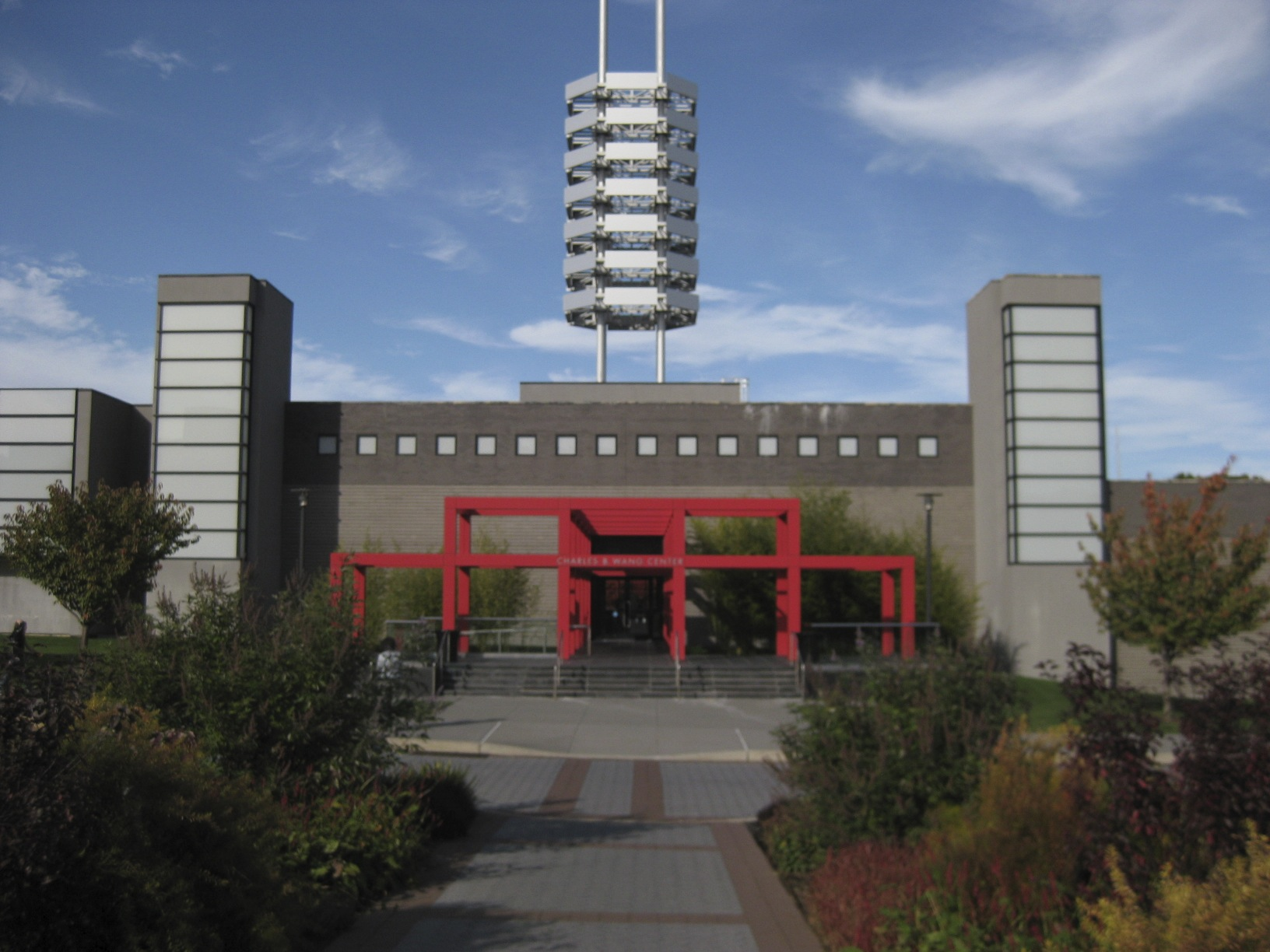
ニューヨーク州立大学ストーニーブルック校

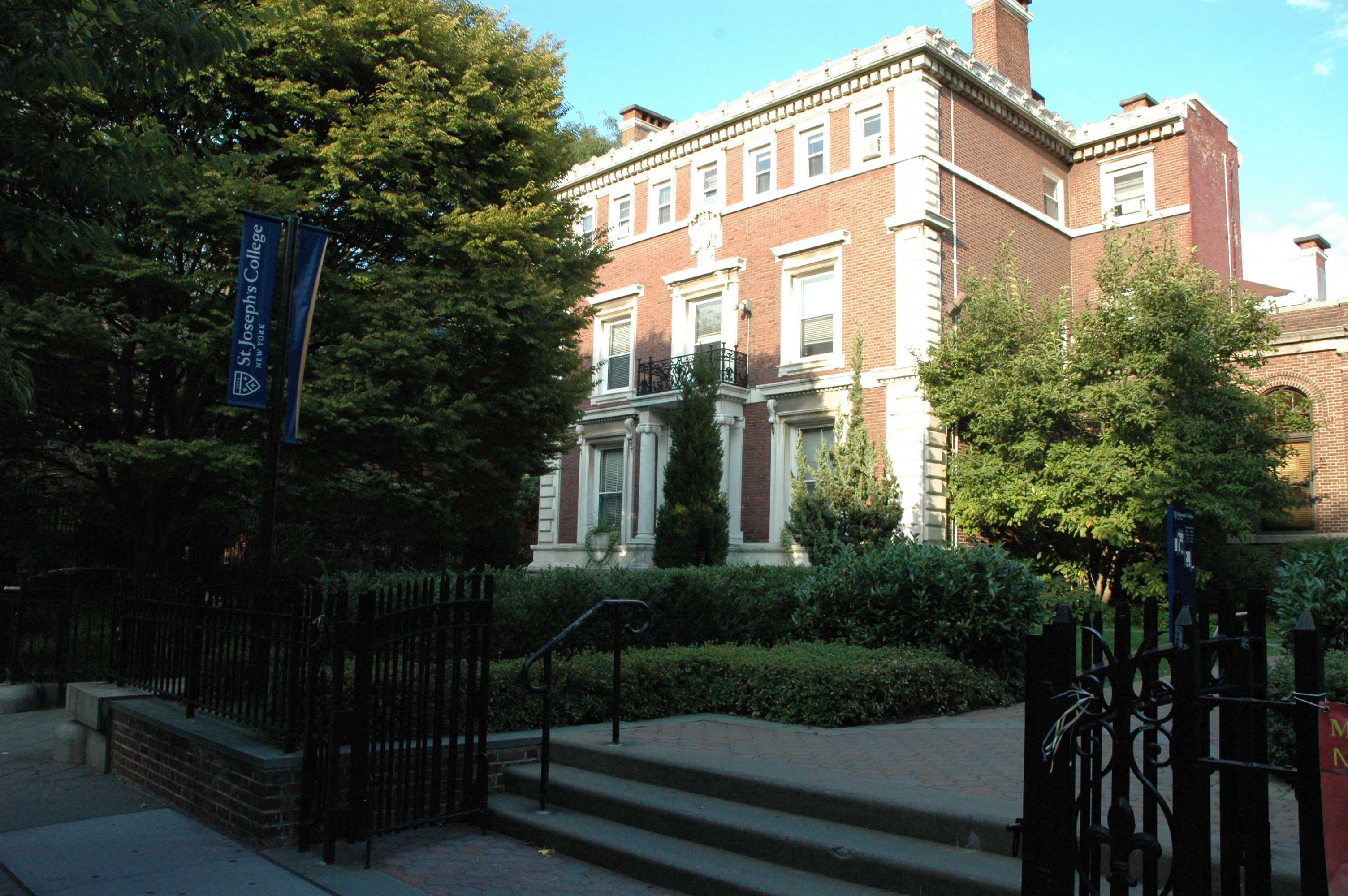
セント・ジョセフ大学

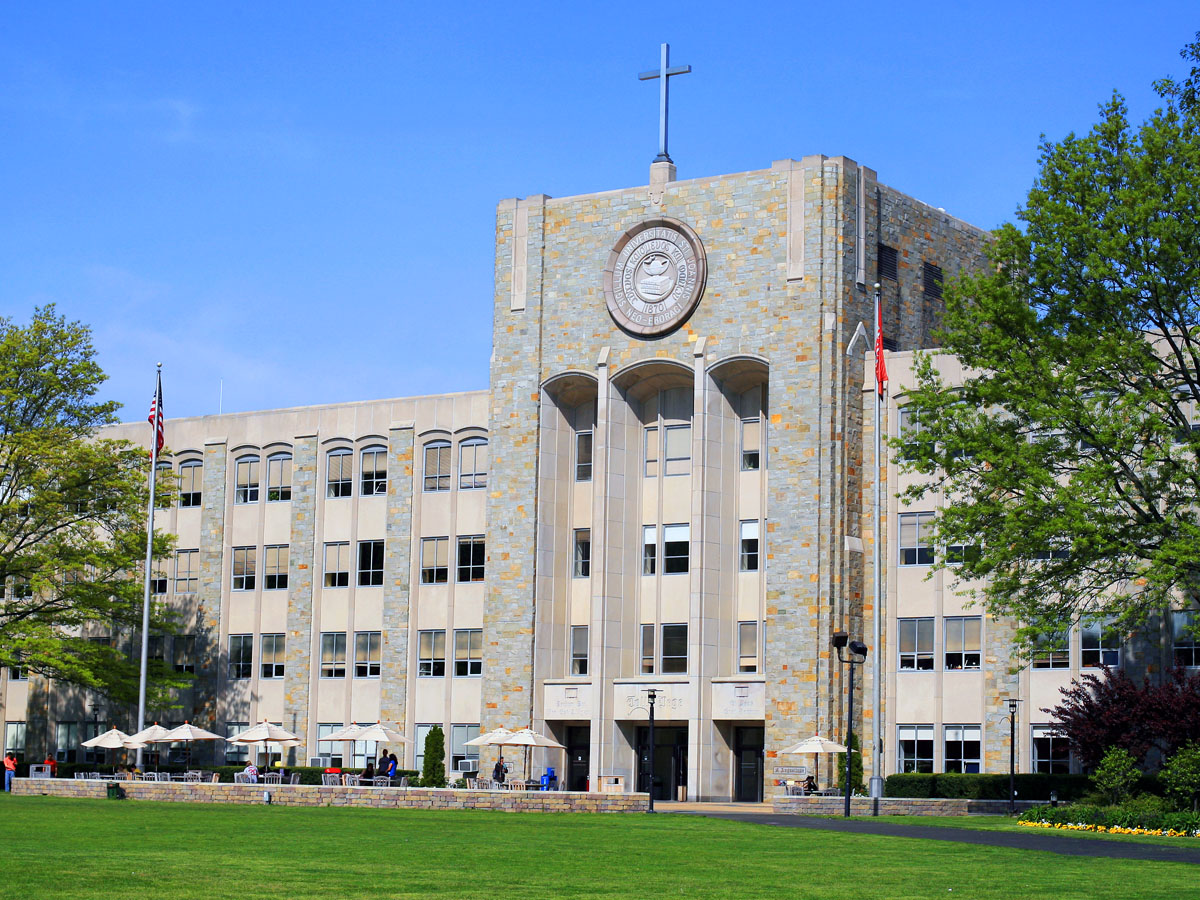
セント・ジョンズ大学

| 公立 - ニューヨーク州立大学機構 - ニューヨーク州立大学ストーニーブルック校 - ニューヨーク州立大学オールドウェストバリー校 - ニューヨーク州立大学ファーミングデール校 - ナッソー短期大学 - サフォーク郡短期大学 - ニューヨーク市立大学 - ニューヨーク市立大学ブルックリン校 - ニューヨーク市立大学クイーンズ校 - 大学校 - 合衆国海上貿易学校 |

| 私立 - アデルフィ大学 - ブリアクリフ大学 - ドウリング大学 - ファイヴタウンズ大学 - ホフストラ大学 - ロングアイランド大学 - モロイ大学 - ニューヨーク工科大学 - ニューヨーク大学科学技術専門校 - セント・ジョンズ大学 - セント・ジョセフ大学 - ギブス大学（SBIメルヴィル） - サンフォード・ブラウン大学 - トウロ法科学校 - ワトソン生物科学大学院 - ウェブ大学 |

## 観光

### 食事
ナッソーとサフォークは人種のるつぼニューヨーク州の名の通り、様々な国のレストランが展開されており、中華、イタリアン、メキシカン、日本食などオーソドックスなエスニック料理を始め、インド料理、ハンガリー料理、ベンガル料理などが見受けられる。これらのレストランの多くは家族経営の小規模なものが多い。また、家族経営の小さなピザ屋は至る所で見受けられ、場所や地域によって味が異なる。ロングアイランド・ピザ・コンテストも開かれ、どの店のピザが一番美味しいかが競われる。
ベーグル店やデリカッセン（総菜屋）も多く、ベーグル店のいくつかはユダヤ人によって経営されており（ベーグルは元はユダヤのパン）、ユダヤの食事制限カシュルートにも認められている。また、ロングアイランドのベーグルは世界一と言われるほど人気のある食事である。
ダイナーの多くはギリシア系やドイツ系の形式を取っており、多くの店が24時間営業を行っている（アメリカでは24時間営業はあまりポピュラーではない）。
大手ファーストフードチェーンももれなくロングアイランドに進出しているが、デイリークイーンとソニック・ドライブインはない。

### 名所
| 場所         | 名所                                     | 写真 | 詳細 | 創立年           |
| ------------ | ---------------------------------------- | ---- | --- | ---------------- |
| ブルックリン | ブルックリン美術館                       |      | メトロポリタン美術館に次ぐ、ニューヨーク市内で2番目に大きい全米有数の巨大美術館である。浮世絵なども展示している。                                    | 1897年           |
| ブルックリン | ブルックリン橋                           |      | 1874年に建設された米国で最も古いつり橋である。歩いて渡ることも可能。                                                                                 | 1874年           |
| ブルックリン | コニーアイランド                         |      | 1880年代から第二次大戦期までは米国最大のアミューズメント地域だった。現在も近郊ビーチとしてニューヨーカーたちが訪れる。マンハッタンより地下鉄で50分。 | 1880年代         |
| ブルックリン | プロスペクトパーク                       |      | 米国最大の芝生面積を誇る公園。セントラルパークに次ぐ市民の憩いの場であり、豊かな自然が残る。                                                         | 1898年           |
| クイーンズ   | シティ・フィールド                       |      | メジャーリーグ球団ニューヨーク・メッツの本拠地。 | 1964年           |
| クイーンズ   | ロッカウェイ半島                         |      | 大西洋に面するクイーンズ最南端のビーチ。ニューヨーク市地下鉄でアクセスが可能。                                                                       | 1830年代         |
| クイーンズ   | アーサー・アッシュ・スタジアム           |      | フラッシング・メドウズ・コロナ・パークにある世界最大のテニス競技場で2万2千人を収容する。全米オープンも開催される。                                   | 1997年           |
| クイーンズ   | ユニスフィア                             |      | フラッシング・メドウズ・コロナ・パークにある巨大な地球儀。万国博覧会用に造られた。                                                                   | 1964年           |
| ナッソー     | ジョーンズビーチ                         |      | 市内より車で1時間程度の距離にある巨大なビーチリゾート。コニーアイランドと比べると水質も幾分良い。                                                    | 1928年           |
| ナッソー     | プランティングフィールズ州立森林歴史公園 |      | オイスターベイにある森林公園で400エーカーの面積を持つ。                                                                                              | 1918年から1921年 |
| ナッソー     | サガモアヒル                             |      | 第26代大統領セオドア・ルーズベルトの旧宅。 | 1884年           |
| サフォーク   | アメリカ空軍博物館                       |      | アメリカ空軍の歴代の航空機が展示されている他、航空機の歴史を顧みる展示品がある。                                                                     | 1947年           |
| サフォーク   | ボールドヒル                             |      | ボールドヒル・メモリアルはベトナム戦争で命を落とした兵士達の鎮魂碑として造られた。                                                                   | 1991年           |
| サフォーク   | キャプツリー州立公園                     |      | ジョーンズビーチの外れにある沿岸州立公園でファイアーアイランドなどを臨める。釣り人やピクニックに訪れる人も多い。                                     | 1954年           |
| サフォーク   | ファイアーアイランド灯台                 |      | 1826年に建設されたものを1858年に改築し、現在の姿になった。高さは51m。                                                                                | 1858年           |
| サフォーク   | ポートジェファーソン・ハーバー           |      | マリンスポーツを中心に人々を魅了する一大リゾート地域。コネチカットとを結ぶフェリーも就航している。                                                   | 1900年           |
| サフォーク   | モントーク岬                             |      | ロングアイランドの最東端。 | 1797年           |

### プロスポーツ
| クラブ名                         | スポーツ             | 創立   | リーグ                     | ホーム                   |
| ロングアイランド・ラフライダーズ | サッカー             | 1994年 | ユナイテッドサッカーリーグ | MAC                      |
| ニューヨーク・アイランダース     | アイスホッケー       | 1972年 | NHL                        | ナッソー・コロシアム     |
| ロングアイランド・リザーズ       | ラクロス             | 2001年 | メジャーリーグ・ラクロス   | MAC                      |
| ニューヨーク・タイタンズ         | 室内ラクロス         | 2007年 | ナショナル・ラクロスリーグ | ナッソー・コロシアム/MSG |
| ニューヨーク・ドラゴンズ         | アリナーフットボール | 1995年 | アリーナフットボールリーグ | ナッソー・コロシアム     |
| ロングアイランド・ダックス       | 野球                 | 2000年 | アトランティックリーグ     | シティバンク・パーク     |
| ストロングアイランド・サウンド   | バスケットボール     | 2005年 | ABA                        | サフォーク郡短期大学     |
| ニューヨーク・メッツ             | 野球                 | 1962年 | MLB                        | シティ・フィールド       |
| ブルックリン・サイクロンズ       | 野球                 | 2001年 | ニューヨーク・ペンリーグ   | ケイスパン・パーク       |

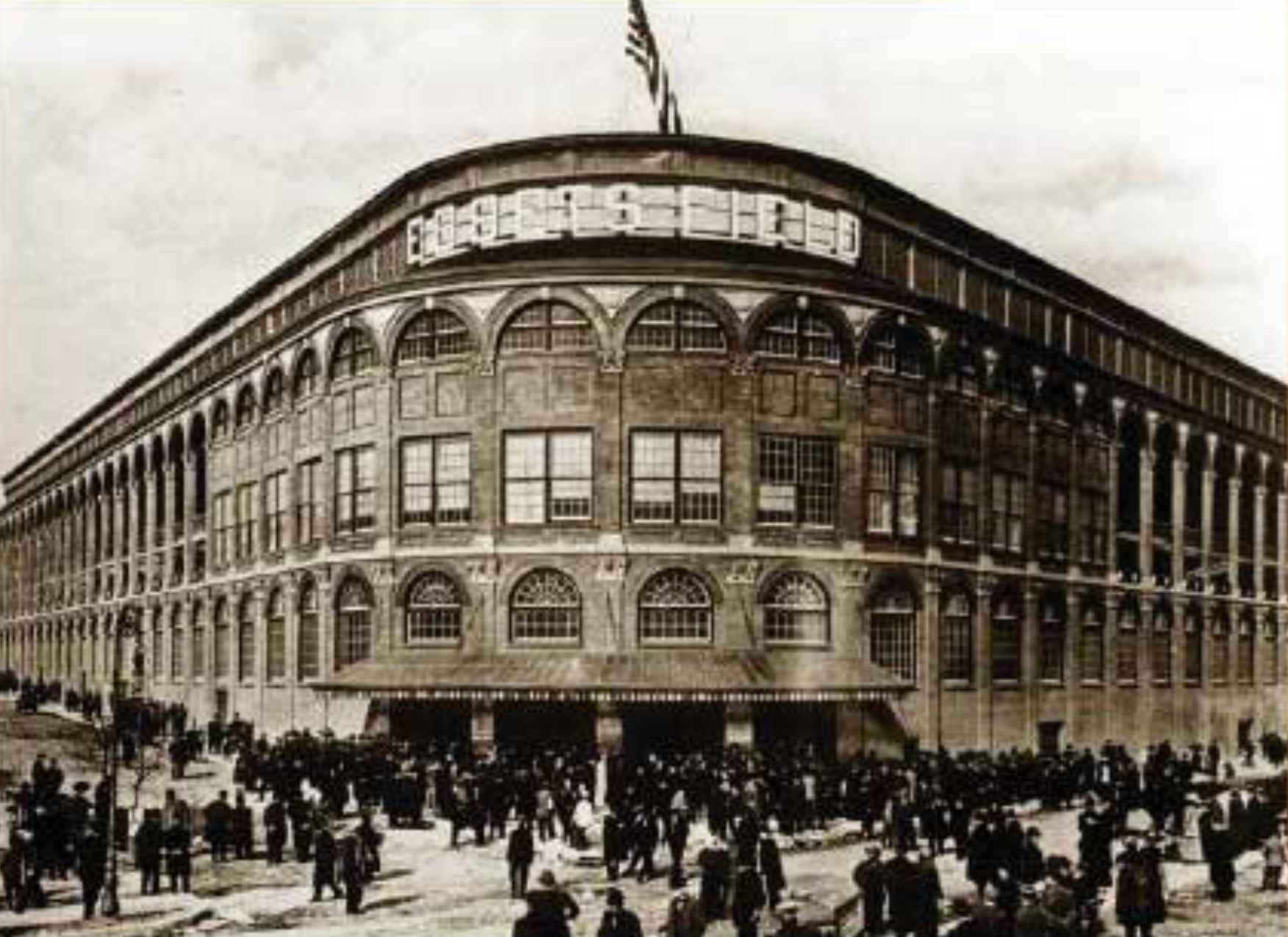
エベッツ・フィールド（1913年）

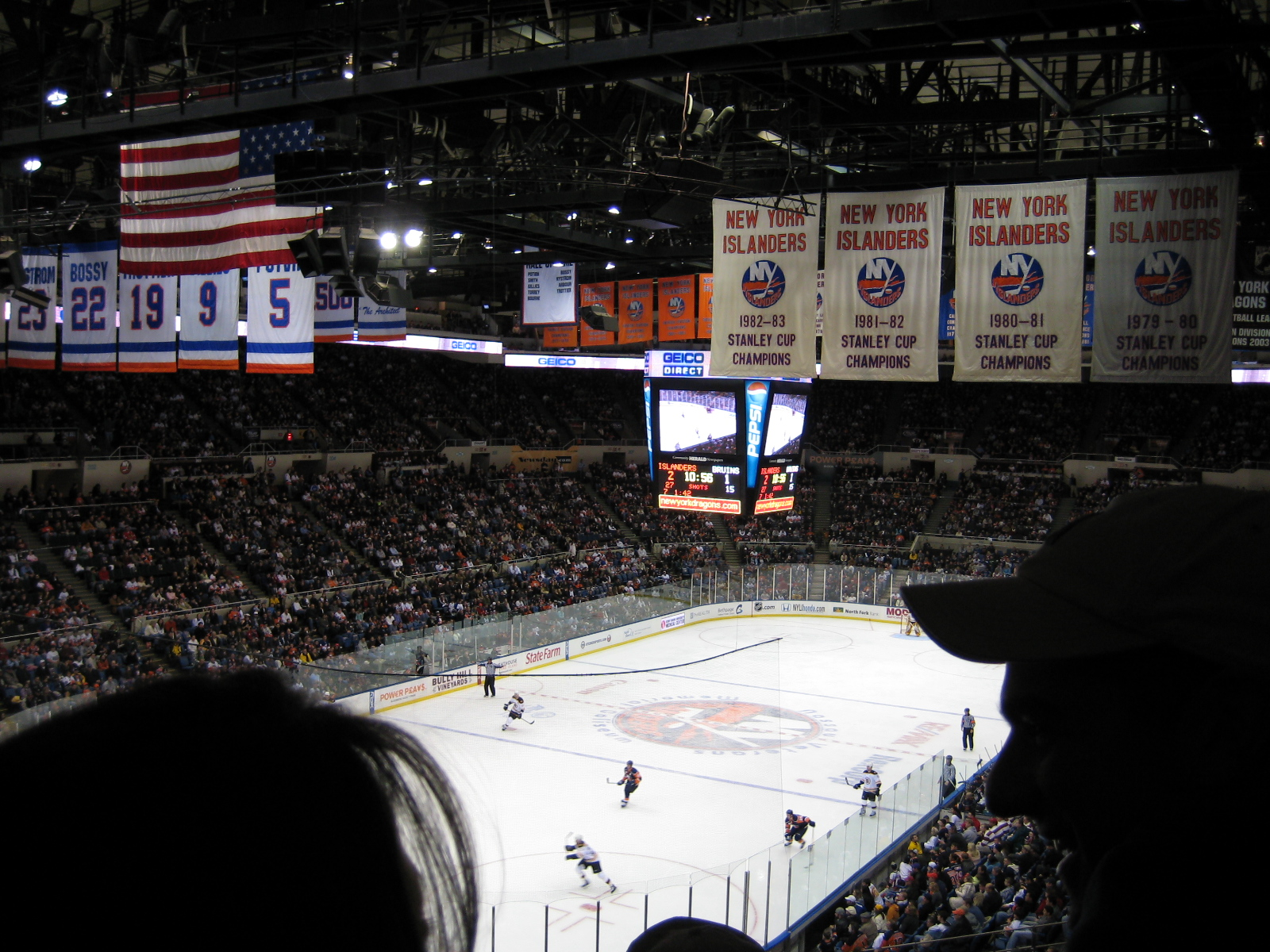
ナッソー・コロシアム

1913年から1957年までブルックリンにあったエベッツ・フィールドはかつての野球チーム、ブルックリン・ドジャースのホームで1957年にチームはカリフォルニアへと移動し現在のロサンゼルス・ドジャースとなった。ブルックリン・ドジャースは1940年代から50年代にかけてナショナルリーグで力を発揮したがワールドシリーズではサブウェイシリーズのライバル、ヤンキースに何度か敗れている。1955年のワールドシリーズではヤンキースを下して優勝した。
ブルックリンのバークレイズ・センターはスポーツ施設呼びビジネス、住宅として開発されバスケチームのニュージャージー・ネッツのホームとなるはずだった。
ニューヨーク・メッツは現在フラッシングのシティ・フィールドをホームとしており、彼らの旧ホームであるシェイ・スタジアムは1964年から1983年までアメフトチーム、ニューヨーク・ジェッツのホームでもあった。また、シティ･フィールドのデザインはエベッツ･フィールドのものを模したもとなっている。マイナーリーグのサイクロンズはコニーアイランド近くのケイスパン・パークをホームとしている。
ナッソーはNHLのニューヨーク・アイランダースとアリーナフットボールリーグのニューヨーク・ドラゴンズを抱え、両チームはユニオンデールにあるナッソーコロシアムをホームとしている。ロングアイランドは長年大学レベルでのラクロスが盛んで、その影響により2001年メジャーリーグ・ラクロスのチーム、ロングアイランド・リザーズが結成された。リザーズはユニオンデールにあるミッチェル・アスレチック・コンプレックス（MAC）をホームとしている。
エルモントにあるベルモントパーク競馬場は世界一長いダートコースを持つ。一周2400m。
ニューヨークとフロリダでポピュラーなスポーツ（大会）であるファイアーマチック・レースというものが行われており、消防士達が参加する同島のエンターテインメントとなっている。
フラッシング・メドウズ・コロナ・パークにあるUSTAビリー・ジーン・キング・ナショナル・テニス・センターでは全米オープンも開催される由緒正しき競技場でアーサー・アッシュ・スタジアムは世界最大のテニス・スタジアムである。

## 音楽
ロングアイランドは郊外という地域ながらもアメリカの若者文化の発信地として長い歴史を持っており、1960年代に人気を博したサイケデリック・ロックなどは社会に不満を持つ若者をニューヨーク市へと集めた。ナッソーにはR&Bの歴史もある他、近年ではアンダーグランウドを中心としたパンク・ロックなどが盛んな地域として有名。

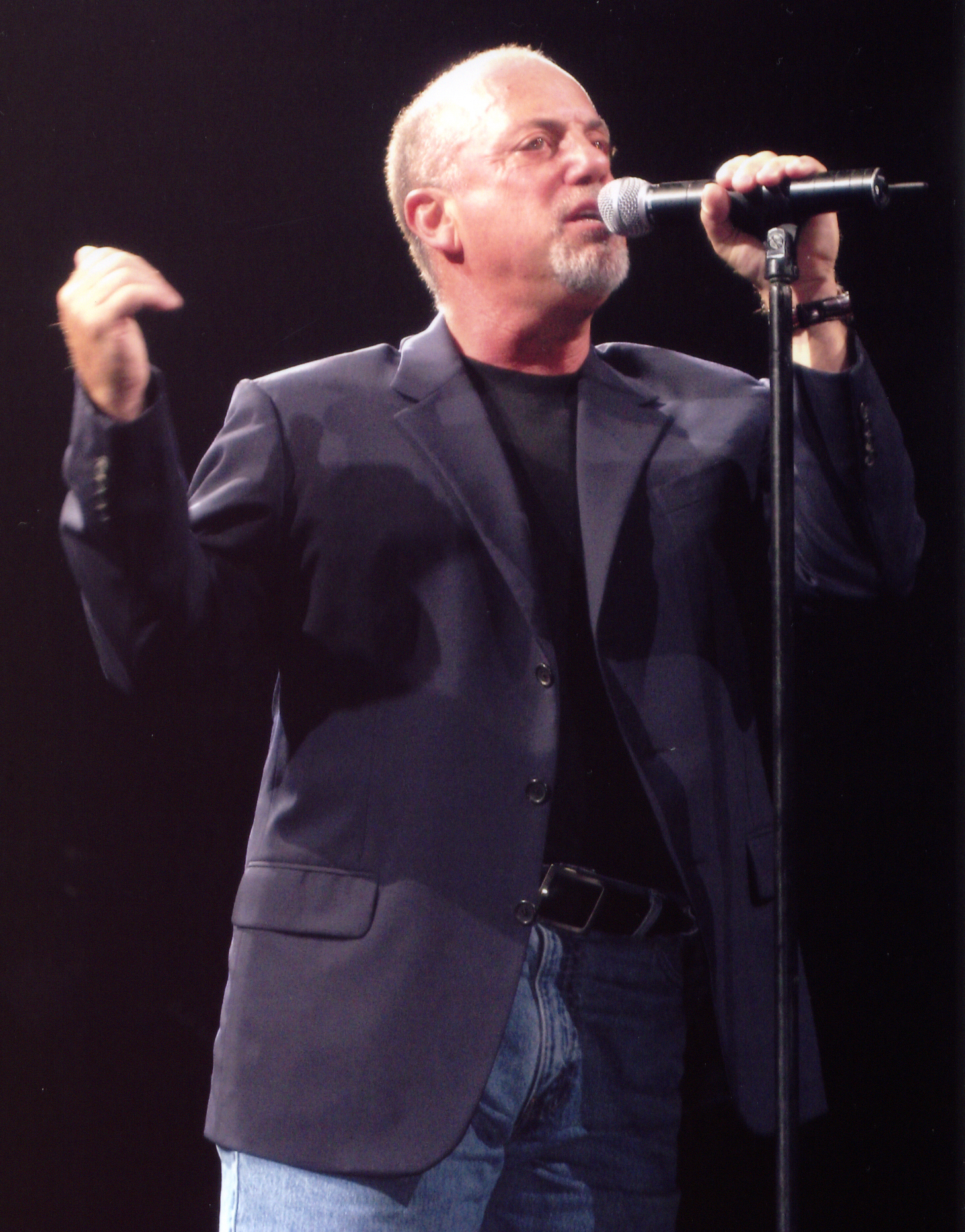
ビリー・ジョエル

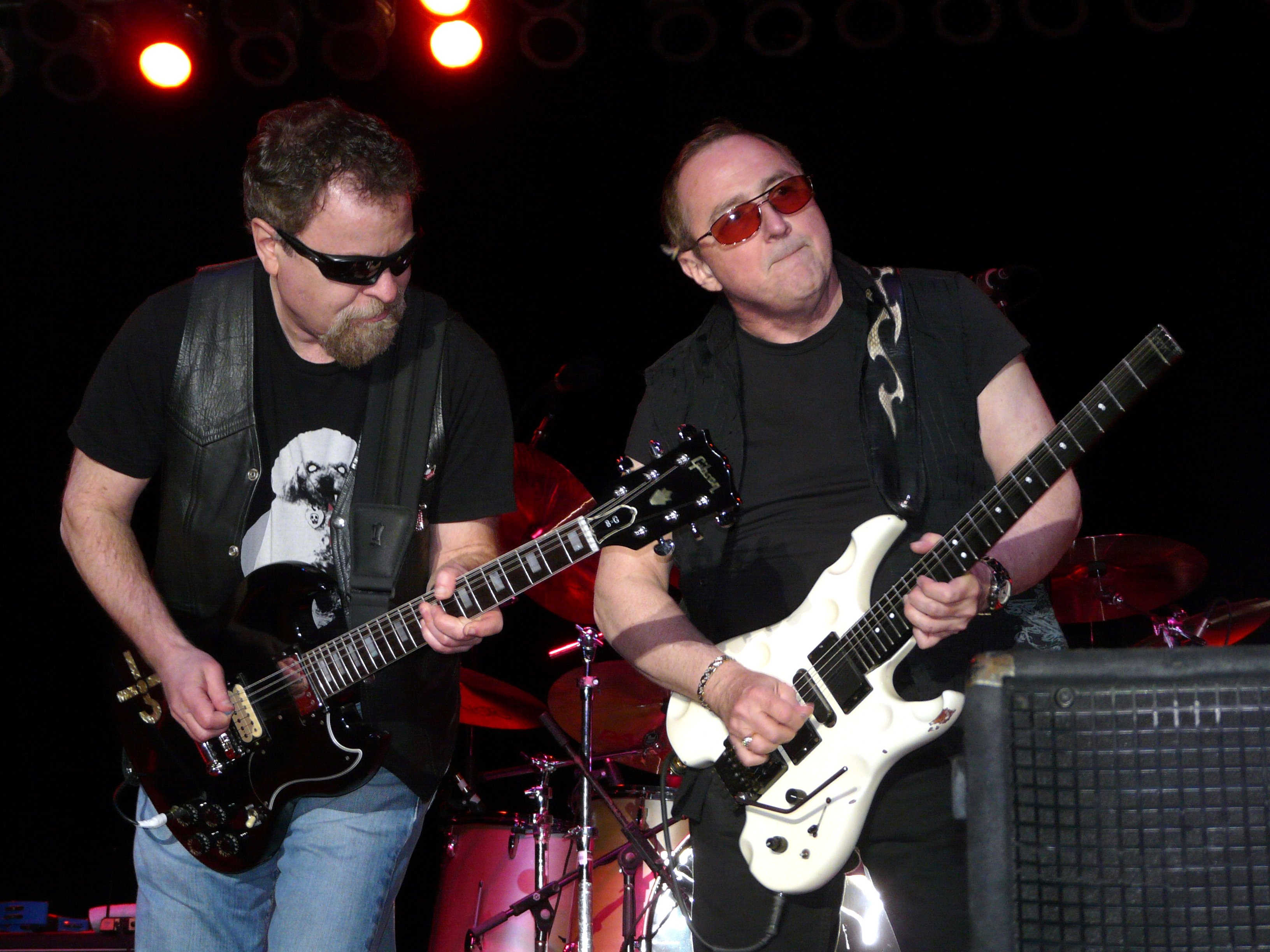
ブルー・オイスター・カルト

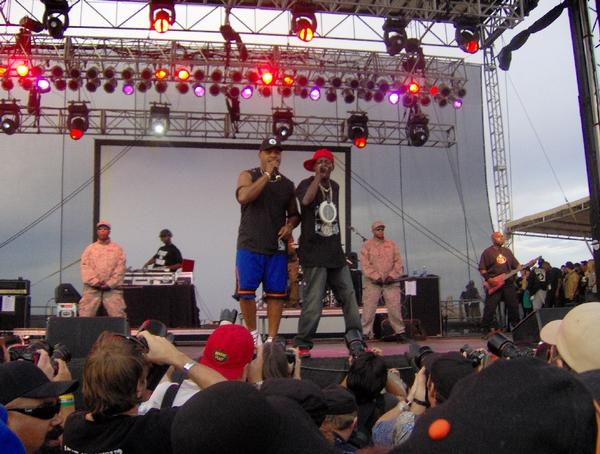
パブリック・エナミー

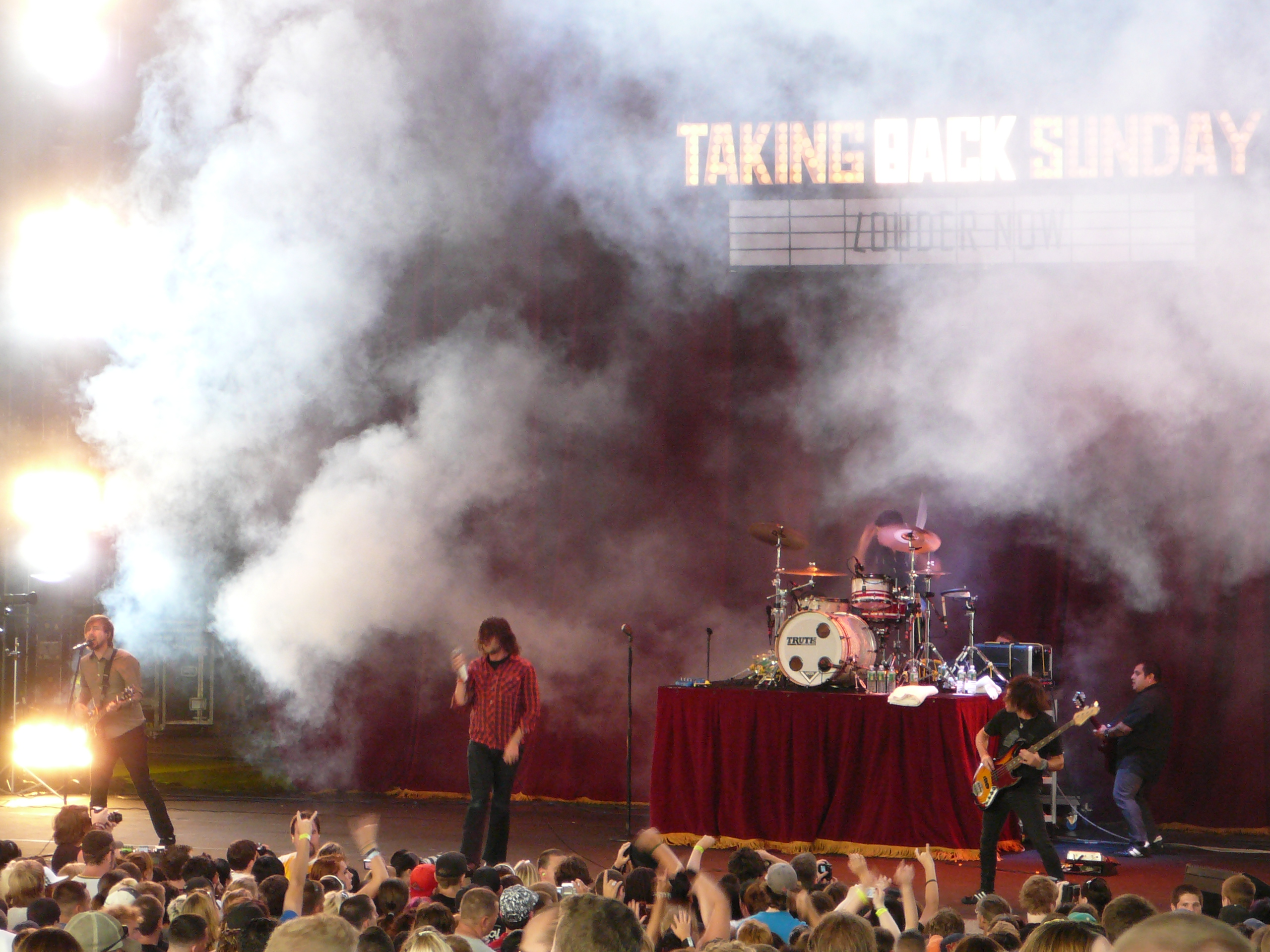
テイキング・バック・サンデイ

### ポップ
有名なポップ・アーティストの中にはロングアイランド出身者も多く、例えばマライア・キャリーはサフォークのハンティントン生まれである。歌手のアシャンティはグレンコーヴ育ち、シンガーソングライターのエリオット・マーフィーはガーデンシティ育ちである。マーフィーのアルバム「Murph The Surf」に収録されている"Garden City"という曲は彼の青年時代を歌ったものである。
ビリー・ジョエルはナッソーのヒックスヴィル出身で、アルバム「コールド・スプリング・ハーバー〜ピアノの詩人」は同名のロングアイランドの地名からきており、彼が作曲した曲はロングアイランドでの生活や彼の青年時代を歌っている。楽曲"Keepin' The Faith"、"Captain Jack"、"It's Still Rock And Roll To Me"、"Scenes from an Italian Restaurant"などの曲は彼が通ったダイナーや遊んだ場所を表している。このイタリアン・レストランはサイオセット地域にある Christiano's という店ではないかと信じられている。また楽曲"Move Out"はロングアイランドの物価上昇で島を出なければならなくなった労働者の生き様を描いておりロングアイランダーにとってシンパシーを感じる作品となっている。楽曲"No Man's Land"と"Downeaster Alexa"は島の行き過ぎた開発を嘆いており、後者は島東部の状況を表している。
ソングライターのエリー・グリーンウィッチはレヴィットタウンで育ち、50年代から60年代にかけてのガールズバンドのムーヴメントを牽引する存在となった。「ビー・マイ・ベイビー」「ハンキー・パンキー」「愛のチャペル」などのヒット曲をジェフ・バリーあるいはフィル・スペクターらと書いた。1991年には Songwriter's Hall Of Fame に名前が登録された。
4度のグラミー賞受賞経験も有るパット・ベネターはリンデンハースト育ち。
フォークシンガーのハリー・チャピンはかつてハンティントンに住んでおり1981年にロングアイランド高速で交通事故を起こし死亡した。

### ヘヴィメタル
ヘヴィメタルのパイオニア的存在であるバンド、ブルー・オイスター・カルトはニューヨーク州立大学ストーニブルック校周辺の生まれであり、"(Don't Fear) The Reaper"、"Astronomy"、"Godzilla"などのヒット曲を生み出した。テクニカルデスメタルのパイオニアサフォケイションはナッソーのファーミングデール出身。歌手エディ・マニーはレヴィットタウンのアイランドツリーズ高校を卒業。プログレッシブ・メタルのバンド、ドリーム・シアターのメンバー、ジョン・ペトルーシ、ジョン・マイアング、マイク・ポートノイの3人はロングアイランド出身である。ミートローフのバックバンドで世界的ドラマーのジョン・ミシェリはポートジェファーソン出身。彼は現在、アレクサ・ヨハネッソンのホームタウンでもあるセント・ジェームズ在住。作曲家ロイ・ハーターはマンハセット在住。ブライアン・セッツァー、トゥイステッド・シスターのディー・スナイダーはマッサピクア出身。

### ヒップホップ
ヒップホップやラップミュージックのメッカ・ニューヨーク市に近いこともありロングアイランドは数多くのヒップホップ・ミュージシャンを輩出している。グラミー賞受賞のグループ、デ・ラ・ソウルはサフォークのアミティヴィル出身。パブリック・エナミーとフレーヴァー・フラヴはナッソーのルーズベルト出身。Leaders of the New Schoolはユニオンデール、アンダーグラウンドのラッパー、エアソックロックはノースポート出身。

### ロック
現在のサフォークではアンダーグラウンドを中心としたロックバンドの成長が著しく中でもハードコア・パンクの人気が高い。ローカル地域から人気が出て全米進出していくバンドも多く、グラスジョー、ヘッド・オートマティカ、テイキング・バック・サンデイ、ブランドニュー、ストレイライト・ラン、ザ・ムーヴィーライフ、ナイト・オブ・ユー、アイアム・ザ・アヴァランチ、フロム・オウタム・トゥ・アシィズなどはロングアイランド出身で現在全米でセールスを行っているバンドである。
地域の教会やシナゴーグはこういったアンダーグラウンドのエンターテイナーに対し安価な価格でライブの場所を提供している。

### クラシック
ロングアイランドのクラシック･グループは集客に難があり決して満足な状態ではないがいくつかの団体が活動を続けている。
- ロングアイランド・フィルハーモニック
- ナッソー・ポップス
- ハンティントン合唱団
- ロングアイランド・マスターワークス
- ウェストアイスリップ・シンフォニー・オーケストラ

### ロングアイランドの音楽環境

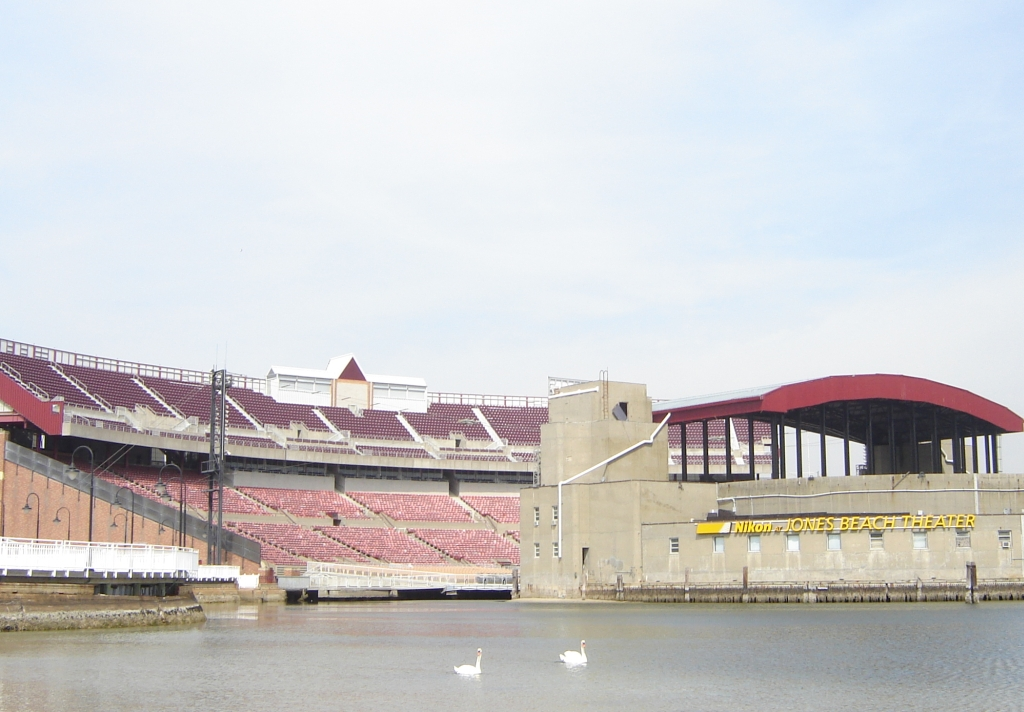
ジョーンズビーチ・ニコン・シアター

ジョーンズビーチ州立公園は夏になると様々なジャンルの野外コンサートが開かれる場所で7月4日の独立記念日の花火打ち上げ場所でもあるため大勢の人々が集うコンサート会場となる。
2003年には音楽愛好家により Long Island Music Hall of Fame の結成が呼びかけられ、2005年7月にNPO団体として正式に認証された。2006年10月には初めてコンサートを開きロングアイランド出身の様々なジャンルのミュージシャンが世代を超えて終結した。将来的にはロングアイランド発の音楽を集約した音楽博物館を建てる計画も練られており、そこでは島の音楽の歴史や音楽教育施設、ライブハウスなどを備えることが予定されている。
ロングアイランドの学校教育では音楽科目に力を入れており、特にサフォークでは音楽の英才教育を受けた生徒が東海岸全域や全米規模で活躍できる音楽家になっている例が複数有る。ナッソーとサフォークの音楽教育連盟はMENC（全米音楽教育連盟）にも認可されているプログラムを用意しておりコンサートやコンクールなど様々な音楽アクティヴィティの主催を行っている。ニューヨーク州立大学ストーニブルック校やロングアイランド芸術高校ではこれらの優れたプログラムを取り入れている。
インターネットを通じてのロングアイランド・ミュージシャンズ・ネットワークはバンドの結成やセッション相手を見つけるのに役立つサイトでNPOが運営している。サイトは全て自主参加性でありバンドの詳細や写真、サンプル音楽などをアップし方向性の合うメンバーを見つけることが可能。

## インディアン部族
現在、シンネコック湾にシンネコック族、サフォークにはプースパチュック族の保留地（Reservation）があるが、これは連邦政府認定ではなく、ニューヨーク州認定の保留地である。
シンネコック族は現在、「インディアン・カジノ」開設を計画しているが、州政府によって阻止されている。連邦によって認定されていないシンネコック族は、連邦法で保証されているインディアン・カジノの開設権を持てないからである。
2005年、シンネコック族はサウザンプトンの部族伝統の土地14km2の返還訴訟を起こした。

## ロングアイランドにちなんだ命名
- ロング・アイランド (護衛空母)
- ロングアイランド・アイスティー